# シャーマンキングの登場人物
シャーマンキングの登場人物（シャーマンキングのとうじょうじんぶつ）は、武井宏之による漫画、およびそれを原作にしたテレビアニメ『シャーマンキング』に登場する架空の人物の一覧。
担当声優はテレビアニメ第1作（2001年版）・ドラマCD版・PS2版 / テレビアニメ第2作（2021年版）の順に記載。1人しか記載されていない場合は（アニメ第1作オリジナルキャラを除く）同一のキャスト。

## 主要人物
麻倉 葉（あさくら よう）
声 - 佐藤ゆうこ / 日笠陽子
1985年5月12日生まれ。牡牛座のA型。好物はカレーうどん。趣味は音楽鑑賞。日本・島根県・出雲市出身。
本作の主人公。頭のヘッドホン、首に掛けた熊のツメと木製の便所サンダルがトレードマーク。一人称は「オイラ」。「楽に生きられる世界」を作るためシャーマンキングを目指す。自他共に認めるユルい性格ではあるが、戦う時は冷静な性格になる。口癖は「なんとかなる」。双子の兄であるハオは千年に亘る因縁の敵であるが、彼の心の奥底にある孤独や苦しみを斟酌し、何とかして救いたいと考えている。作中で、唯一本気で怒ったのはファウストとの対戦時のみであるが、自分勝手な理由で仲間を傷つけたリゼルグや、蓮の命を奪うよう指示したニクロム、チョコラブの命を奪ったルドセブに対し鋭い目つきで睨み付けたこともある（アニメ第1作では、一度チョコラブのギャグに激昂した様子を見せたことがある）。好きな歌手はボブ。好きなブランドはユリイカ。シャーマンとしての精神の強さは“優しさと何が起きても動じない心”。麻倉家及び自身とハオの関係の深さや、ガンダーラの「五人の戦士」の一人に選ばれたことなどにより、あらゆる陣営のあらゆるシャーマンから色々な意味で注目を集める存在である。
幼少よりシャーマンキングになるために祖父・葉明から修業を受けていた。日本有数のシャーマン一家である麻倉家の世継たる葉は町中から「鬼の子」として忌み嫌われ、人間の友達が1人もおらず、孤独な日々を送ったが、それでも「霊の見える奴に悪い奴はいない」と固く信じている。その一方で、実は人間不信ゆえに「それほど人間のことが好きではない」ということをGS内でのハオとの会話で明かしている。13歳で出雲から単身上京し、シャーマンファイトに参加する。作中中盤において、死亡した蓮を蘇生させるため、一度はシャーマンファイトを辞退するも、ハオからの命令と、自らの未練により復帰。その後も順当に勝ち上がっていき、ムー大陸での最終決戦時は五人の戦士の一人として仲間と共にハオを倒す役目を担う。
S.F.より7年後は、森羅学園卒業後、ハオとの約束を守り、未来のために愛と平和「Love&Peace」を広めるべく、アンナと共に世界中の無法区域を渡り歩き、「大地の交渉人」と呼ばれる程の人物となっているが、大国の首脳陣や独裁者からは危険視され、戦争による利益を求める人物からは命を狙われてもいるようである。日本に帰国後、かつて共にハオと戦った4人と6歳になった息子の花と再会し、その際に花に金的攻撃を受けている。後にまん太とも、ふんばり温泉で再会した。
ゲームではハオではなく葉がシャーマンキングになるエンディングがある。
持霊は侍の霊・阿弥陀丸。また、多少式神を扱える。オーバーソウル（以下O.S）の媒介は阿弥陀丸の愛刀「春雨」。後に「フツノミタマノツルギ」（刀の神の剣）を加えた二段媒介による巨大な刀「スピリット・オブ・ソード」を会得。なお、スピリット・オブ・ソードの形状はマタムネの鬼殺しを参考にしており、巫力消費が激しい。なお、アニメ第1作では縮小することで巫力の密度を高めることも可能。さらに修行で甲縛式O.S「スピリット・オブ・ソード白鵠（-びゃっこう）」を開発している。白鵠のモデルは葉が昔から心惹かれていた白鳥。元々はO.Sの存在を知らず憑依合体を主な戦闘手段としていたため、「真空仏陀切り（しんくうブッダぎり）」を始めとする阿弥陀丸の阿弥陀流剣術の数々の技が体に染み付いており、O.S会得後もこれらを得意技としている。後に相手の巫力をO.Sから放つ光で無効化しつつ攻撃する“浄”の技「無無明亦無（むむみょうやくむ）」を阿弥陀丸と共に編み出した。持霊になる五大精霊はスピリット・オブ・アース（S.O.E）で、『シャーマンキングFLOWERS』での描写からシャーマンファイト以後も持霊として連れていることが分かる。巫力は270（予選時）→1万500（本戦参加時）→10万8,000（ハオ追跡時）。
阿弥陀丸（あみだまる）
声 - 小西克幸（幼少期 - 斎賀みつき / 渡辺明乃）
1385年1月6日生まれ、やぎ座のA型。好物は白ごはん。
侍の霊。元々ふんばりヶ丘で地縛霊となっていたが、葉の持霊となる。生前の愛刀は親友の鍛冶屋・喪助が打った「春雨」。剣の腕前は達人の域にあり、木刀はおろか卒塔婆でも真剣と遜色ない斬れ味を発揮できるほどで、独自に編み出した「阿弥陀流剣術（あみだりゅうけんじゅつ）」は、真空波を飛ばす「真空仏陀切り」・腰の左右の鞘から刀を半身抜いて構える「如来（にょらい）」と呼ばれる形から繰り出す、瞬時に相手を切り裂く「後光刃（ごこうじん）」を始めとして、常人離れした威力を持つ。
600年前、仕えていた領主（声 - 坂口哲夫〈アニメ第1作〉）に、刀の希少価値を保つという理由で喪助を殺すように命令されたが、彼を逃がそうとし、その際に喪助と「最後に春雨を最強の名刀に仕上げて渡す」約束を交わして春雨を彼に預けるが、その会話を盗み聞きされていたため喪助は殺され、阿弥陀丸も喪助との約束の場所で「春雨」の無い状態で大量の兵士に襲われ、壮絶な戦いの末に死亡した。この伝説は「千人斬り」「鬼人」などと彼を畏怖させる要因となっている。死後も喪助との約束のため、約束の場所に留まり続け、それを果たしてくれた葉を認めて持霊となった。
S.F.より7年後は、葉の息子である花のお目付け役も兼ねて持ち霊となっているが、すぐに彼がO.S.して騒動を引き起こしてしまうため、苦労が絶えない。
阿弥陀丸もまた、葉と共に戦いながら成長を遂げていき、後に刀の精霊へ進化を遂げた。霊力920（人間霊時）→3万（精霊化後）。

恐山 アンナ（きょうやま アンナ） → 麻倉 アンナ（あさくら アンナ）
声 - 林原めぐみ
葉の許婚。趣味はキーホルダー集めとワイドショー鑑賞。好物は南部せんべい、好きな歌手はあわやりんご、好きな俳優はトム・クルーズ。青森県出身。
本作のヒロイン。普段着は赤いスカーフにワンピース、そして葉と同じ便所サンダル。服は無料の通販雑誌などで買っている。葉や竜が一目惚れするほどの容姿の持ち主で、クールでミステリアスな印象を与える美少女。傍若無人な性格で逆らう者には誰彼構わず暴力を振るい、皆に恐れられているが、一方で普段は見せない心優しく繊細な面もある。シャーマン界のファーストレディを目指しており、葉をS.Kにするべく厳しい特訓を課した結果、葉のトラウマとなっている。シャーマンとしての精神の強さは“葉への信頼と愛”。
イタコで、死人の霊をクチヨセにより自由に呼び寄せられる。また、「超・占事略決」の封印を解いた際に前鬼、後鬼を持霊としている。
霊場恐山に捨てられていた所を葉の祖母・木乃に拾われ、育てられた。苗字は拾われた「恐山」から取ったもの。生まれながらにハオと同じ他人の心が読める霊視能力を持っていたせいで、人の醜さに苦しみ、人と自分を世間から隔絶させて生きていたが10歳の時に出会った葉に救われ、霊視能力も消滅。この一件を機に葉を愛するようになった。
「超・占事略決」を一瞬で理解し記憶する、ハオの式神であった前鬼・後鬼を容易く倒し自身の持霊にする、ゴーレムが稼働するのに十分な巫力を何の苦もなく与えるなど、シャーマンとしての能力は高い。特に巫力に関しては、10歳の枼との邂逅時点で、マタムネが自身に込められた巫力の全てを用いて、ようやく僅かに上回れる程度というほどの巫力を大鬼に与えてなお平気であるほど。しかし、作中で具体的な巫力値についての言及はない。
ユルシ道具の1つ、「1080」を持っている。この「1080」は、昔アンナがO.S.した鬼たちの媒介となっていたものである。
16歳の時、花を出産。その後、葉と共に世界平和のための旅をしているが、同時にふんばり温泉の宣伝にも精を出している。両親のいない寂しさを経験しているために、花のことも心配しているが、たまおと竜を信頼し、花も自分達の気持ちを分かってくれると信じている。目標はふんばり温泉の女将に戻り、家族や仲間達と共にふんばり温泉を世界一の旅館にすることである。
元となったキャラクターは作者の読みきり作品『ITAKOのANNA』の主人公であり、『仏ゾーン』にもスター・システム的に出演している。恐山アンナは2代目であり「初代アンナ」が存在するという設定があるが、これは『仏ゾーン』のアンナのことである。
中鬼（なかおに）・大鬼（おおおに）
声 - 江川央生（中鬼・大鬼） / 高口公介（中鬼）、間宮康弘（パワーアップ！中鬼・大鬼）
本編の数年前、大晦日の参拝に訪れた大量の人間の負の念に影響されたアンナが無意識に作り出してしまったO.S。元々は中鬼として具現化したが、他の鬼を喰らい吸収、大鬼へと変化した。本来鬼は破壊衝動のみの存在だが、大晦日にアンナが作り出したこの鬼は知恵と自我を持っている。趣味は言葉責めで、好物は魂。媒介は恐山に散らばる無数の数珠。
葉とマタムネを攻撃し、またアンナの精神を追い詰めたが、葉とマタムネに敗れ強制成仏させられる。その後地獄へ逝き、そこでサティに救われ以後地獄へ修行に来たシャーマンの世話係になる。
前鬼（ぜんき）・後鬼（ごき）
昔、葉王（ハオ）の式神であった2体の鬼。いずれもトゲのついた球体に手足と複数の眼がついた外見をしている。体色は前鬼が赤、後鬼が青。超・占事略決に長い間封印されていたが封印が解け、襲いかかってきた所をアンナの「1080」で封じられ、そのまま彼女の持霊となる。攻撃だけでなく、破壊力抜群のツッコミ・「式神ツッコミ（しきがみツッコミ）」や喧嘩の仲裁などもする便利な持霊。後にハオによって後鬼をS.O.Fに取り込まれたが、最終決戦直前に分離された模様。媒介は人形（ヒトガタ）。霊力各1万。

小山田 まん太（おやまだ まんた）
声 - 犬山イヌコ（旧・犬山犬子）
1985年9月5日生まれ、おとめ座。血液型はO型。趣味は勉強、好物はタンシチュー。東京出身。実家は世界的に有名な電子機器メーカー・オヤマダを営む大富豪。万辞苑という辞書を常に携帯している。かなりの勉強家で、終電に間に合わなくなるほど塾に通い、周囲からも呆れられているほどである。葉の初めての人間の友達で、葉に触発され霊を見ることができるようになるが、シャーマンの修行は積んでいないために、O.Sや憑依合体は出来ない。作中一番のツッコミ役で、そのリアクションは万辞苑を頭に叩き込むものから体全体を使う物まで様々。身長が80cmと低く、そのことに興味を持ったファウストに、背の低さを調べようと解剖されかけたことがあるが、解剖されながらもツッコミは欠かさなかった。基本的に本作は彼の視点で描かれている。
S.F.より7年後は、ハーバード大学に入学。中学時代より1cmしか身長が伸びないことや小山田カンパニーの跡継ぎなど、悩みこそ多いものの、シャーマンの存在を知った普通の人間として、経済と同時に伝承や神話学の勉強をしており、シャーマン能力を経済に生かす論文の発表やMBA（経営学修士）の取得もしている。また小山田カンパニーの子会社の一つの経営も任されており、寝る暇も無いくらい忙しいらしい。花にはネットを通じて勉強を教えており、あまり勉強しようとしない花も、まん太の勉強だけは必ず受けている。アメリカの学友達だけでなく、S.F.で築いた友人達との交流も、メールなどで続けており、ふんばり温泉にて、数年間顔を合わせていなかった葉と再会を果たした。
元々シャーマンでは無いが、アニメ第1作では阿弥陀丸の親友の刀鍛冶・喪助を持霊にシャーマンの能力を使ったことがある。その際の媒介はノートPC、具現化されたオーバーソウルはピコピコハンマーのような物でハオに操られた前鬼と後鬼の動きを止めた。
ゲームでは原作でもお馴染みのツッコミや万辞苑などで戦う。
ハオ / 麻倉 葉王（あさくら はお）
声 - 高山みなみ、緑川光（前世・パッチ族）、七海ひろき（前世・葉王、アニメ第2作）
1985年5月12日生まれ。牡牛座のA型。趣味は作曲。好物はカレーとパン。身長は160cm。
セーマン（五芒星）をシンボルとし、衣服にあしらっている。シャーマンとしての精神の強さは“人類への怒りと悲しみ”。
葉と瓜二つの顔をしており、その正体はかつてG.Sを使って人類を滅ぼし、優れたシャーマンだけの世界「シャーマンキングダム」を作ろうとした麻倉家始祖の大陰陽師・麻倉葉王。陰陽道を究め、泰山府君の祭で閻魔大王と契約することにより自らの輪廻転生を自在に操れるようになった葉王は、死後も転生を続け、20世紀に葉の双子の兄として産まれる。人の心を読むことができる霊視能力を持ち、その能力のため人には恐れられており、最初から裏切られた感じなのだと本人は言う。また、マタムネは「優しさゆえ鬼に心を喰われた」と評している。
葉に対しては矢鱈と「半身」呼ばわりし、己の欠けた器の一部としてしか見ていない様子だったが、実際は「弟」感情を抱いている、アンナ対しては「シャーマンキングの妻になるのがふさわしい」と言い寄っている。
普段は穏やかな物腰で冷静沈着だが、本質は冷酷かつ非情。その圧倒的な巫力から相手を見下す傾向があり「ちっちぇえな」が口癖。部下達に「ハオ様」と敬われているが、彼にとっては自分の目的を果たすための手駒に過ぎず、初めからラキストとオパチョ以外の部下には自分の霊視能力を教えていない。また、自分に協力を示さない者は、躊躇いも無く平然と消してしまう。X-LAWSから恨まれており、ハオ打倒を目的にS.F.に参加した。
S.F.の最終決戦にて、遂にシャーマンキングとしての覚醒を遂げたことで、肉体の死を迎える。G.S.を自分自身にO.S.させることで天変地異をも操り、五大精霊を持霊にした葉達をも圧倒するが、多くのシャーマンやその関係者達に囲まれ、そして長い間待ち望んでいた乙破千代と母の二人と再会し、その結果 1,000年ぶりに霊視能力を失い、説得を受けたハオは、葉達に世界を滅ぼすまで猶予を与えると告げた。エピローグにて地上に訪れた際に、マタムネと再会を迎えた。
幾度と無く死と転生を繰り返したため、巫力値は125万と、他者を引き離して作中最強である。500年前にはパッチ族として転生を果たしシャーマンファイトに参加したが、麻倉葉賢に敗れている。持霊は炎の精霊スピリット・オブ・ファイア（S.O.F）。「炎」は一番分かりやすい「破壊の力」であるから選んだという。強力な陰陽術を使いこなす他、空気中の酸素を媒介としてS.O.F.にО.Sし、究極のO.Sと言われる甲縛式O.S「黒雛（くろびな）（白鳥の黒い雛を表し、葉の白鵠と対をなしている）」も使う。後にシャーマンキングになり、不要となったS.O.Fを手放してG.Sを持霊にする。
麻倉葉王であった時に、「超・占事略決」を著すが、その元ネタは葉王のモデルとなった平安時代の陰陽師・安倍晴明が陰陽道の極意を記した「占事略决」である。また、葉王の持霊は修験道の開祖役小角が使役したとされる前鬼と後鬼になっている。
アニメ第1作ではメイデンのシャマシュを捕食したことで莫大な力を手に入れ、ファイトのルールを無視して星の聖地に赴きG.Sと一体化しようとする。そして最終決戦では葉を必要としなくなったことで殺すことを考えていたが、阿弥陀丸と一体化した葉たちによって、S.O.Fと共に斬られ敗北した。
ゲームキューブ版『シャーマンキングソウルファイト』（作者本人の書き下ろしシナリオ）ではアンナを母さんと呼ぶ（そのためアンナは千年前のハオの母・麻ノ葉の生まれ変わりと思われていたが、最終決戦にて別人であることが判明）。グレートスピリッツの中でシャーマンキングの座を葉に譲るが、500年後のシャーマンファイトまでに自然との共存が上手く行かなければ人間を全て滅ぼすという課題を葉たちやその子孫たちに課し、マタムネと共に未来へ転生した。
PlayStation 2版『シャーマンキング ふんばりスピリッツ』のグッドエンディングでは、葉にシャーマンキングを譲り、再び500年後に転生すると言って、どこかへ去っていった。
ハオの性格上のモデルはマイケル・ジャクソンである。

## ふんばり温泉チーム
シャーマンファイト本戦が3人一組でのチームバトルであることを受けて葉が結成したチーム。
梅宮 竜之介（うめみや りゅうのすけ）
声 - 田中正彦
1980年12月24日生まれのやぎ座。血液型はO型。趣味はベストプレイス探し。好物はアメリカンドッグ。特技は料理。東京出身。シャーマンとしての精神の強さは“義理人情と根性”。
「木刀の竜」の通り名を持つベストプレイスを探す永遠の旅人。葉を「旦那」といって慕って以降は「ふんばり温泉板長」を自称し、板前としての修行もしている。舎弟を引き連れたり、自分を復讐に利用した蜥蜴郎を気にかけるなど、居場所が無い者に対して人情が厚い。
女の子に振られ、強烈なシンボルを持たなくちゃと思った事からリーゼントになり、今や80cm強の大きなリーゼント頭（通称：ウルトラリーゼント）がトレードマーク。リーゼントの形は感情によって変化する上に地面に刺さる硬度がある。特に精神的な強いショックを受けると、リーゼントはバッサリ落ち、単なるロン毛になってしまう（逆にリーゼントをセットすることで強制的に奮起する描写もある）。また作中の不幸により、カットされることもしばしば。己の安息の地ベストプレイスを探すことを人生の指針としているが、そのベストプレイスはTPOによって様々である。男同士の熱い友情に弱く、また美人にも弱く惚れやすい。その対象は15歳未満の美少女（少年）限定と呼ばれたことがあった（特にリゼルグとジャンヌにはかなり入れ込んでいた）が、後に年上の大人の女性であるガンダーラのサティにも惚れており、ストライクゾーンが広い。口癖は「メラ〜（用例：メラ最高、メラ根性）」（本人曰く、何となくで生まれた口癖らしい）。
元々は万象高校に通う生徒で、仲間と共にふんばりが丘一帯を仕切る不良であったが、蜥蜴郎に取り憑かれたことによりシャーマンとしての能力に目覚め、蜥蜴郎はその後竜の持霊となった。シャーマン能力に目覚めたのは遅いものの持ち前の根性と奥出雲での無茶な修行が相まって、短期間で並みいる強豪と肩を並べる結果となった。
S.F.より7年後は、板前での修行を経て調理師免許を取得し、ふんばり温泉の板前長として活躍。葉・アンナ夫婦が世界中を旅している間は花の世話も引き受けている。また退魔師としての活動も行っており、花には仕入れや流れ修行と称してトカゲロウと共に日本中を飛び回り、悪霊や不良霊媒師と戦い多忙な日々を送っている。アンナの代理を務めるたまおだけでなく、アンナによる再教育の末に、ふんばり温泉で働いている花組からも相談役になるほどの信頼を得ており、騒動を引き起こすことの多い花の面倒を見ることも多い。
O.Sに用いる媒介は神木から切り出した木刀・「天叢雲剣（あめのむらくものつるぎ）」。巫力8,500（本戦参加時）→8万5,000（ハオ追跡時）。O.Sは巨大な親指状でヒッチハイクの目印から止血といった用途に使える「伝説のヒッチハイカービッグ親指（でんせつのヒッチハイカービッグおやゆび）」（ビッグ親指と言われる事が多い）、「ヤマタノオロチ号（修行後）」。後に甲縛式O.S「刺身包丁スサノロウ（さしみぼうちょうスサノロウ）」を手にする。
蜥蜴郎（とかげろう）
声 - 高木渉
1374年11月14日生まれ、さそり座のAB型。35歳。緑色のゲッソリとした体型に、大きな鎧を身に着けている。
元は「春雨」を奪おうとした結果、阿弥陀丸に返り討ちにあい殺された盗賊の首領。その復讐の念から現世に留まり続け、竜に憑いて復讐しようとしたが、葉の捨て身の行動によりその憎しみが消えてしまい、その後行き場をなくして現世をさ迷うが、竜の誘いにより彼の持霊となった。精霊進化しており、O.Sの際には八岐大蛇などの蛇の姿にもなる。赤子のころ、当時の飢饉のために実母（蜥蜴郎曰く美人）を食べた過去を持つ（アニメ第1作では言及していない）。好物はコオロギ。霊力5,000。
S.F.より7年後は、引き続き竜の持霊となっており、彼と共に退魔の活動を行っている。

ファウストVIII世（ファウスト8せい）
声 - 子安武人
1966年4月8日生まれのおひつじ座、血液型はA型。趣味はエリザ、好物は栄養剤。ドイツ・ハイデルベルク出身。
一度始めたことはやり通さねば気が済まない。シャーマンとしての精神力の強さは“亡き妻エリザへの純粋すぎる愛”。台詞が時々カタカナなのは日本語が難しいから（本人談）。お腹の手術後の色が違うのは未熟だったから裏表を間違えて縫合しちゃった（本人談）。
伝説のネクロマンサー「ヨハン・ファウスト」の子孫。幼いころ、病弱であった妻・エリザとの出会いがファウストに医学の道へと歩ませることとなり、青年になってエリザの病気を克服させることに成功。彼女と結ばれ、小さな診療所を開いていたが、強盗にエリザを殺されたショックで正気を失い、狂気に取り付かれたファウストは、一度始めたことはやり通さねば気が済まない性質となる。彼女を蘇らせるためにシャーマンキングを目指していたが、アンナの術でエリザの自我が呼び戻され目的が果たされたため、恩返しということでふんばり温泉チームの一員になる。
2次予選で葉と対戦し、まん太を人質に傷つけて葉を挑発し、ルール上勝利した。居合わせたまん太を「身体の小ささが気になる」という理由でその場で解剖するという異常な行動であった（原作・アニメ第2作ではまん太の体に本当にメスを入れたが、アニメ第1作では心霊手術を思わせる描写に変更された）。その試合にて葉の攻撃で脚を粉々にされたエリザに、自分の脚を切り落として与え、以後は車椅子の身となっている。彼の行為は、まん太によるとエリザに逢いたいという純粋な心のなれの果てであるという。ふんばり温泉チームの一員となりエリザと再会して以降は、落ち着きを取り戻していき、ペヨーテに殺害された蓮を蘇生できなかったことに涙を流したり、サティを殺されて怒り狂った竜を静止するなどの面も見せた。
最後の戦いにおいては十祭司ラジムに殺されるが、霊体として葉に憑依合体することでホロホロの治療を行い、後に蘇生。ファイト終了後はふんばり温泉の医師として働いたが過酷な労働環境から過労死。蘇生を断ってはいるが、霊の状態でも有事にはエリザと共にアンナたちに協力し、怪我人を一瞬で治療するなど活躍している（アニメ第1作では最終回でふんばり温泉の医師として働いている）。巫力9,000（本戦参加時）→1万2,500（ハオ追跡時）。最終決戦まで一度も死んでいないため仲間達の中で最も巫力が低かったが、サポート面で大きく活躍した。
O.Sは、初期は「愛しのエリザ」と、墓場の骨から作り出したカルシウムの巨人、修行後にはメディカルデビルこと美の巨人「メフィスト.E」。後に甲縛式O.S「エリザ・オペリーレン」を手にする。
エリザ・ファウスト
声 - 小松由佳 / 竹内佳菜子
ファウストの妻。1963年6月29日生まれのかに座、血液型はAB型。享年26歳。
生まれつき病気がちだったが、ファウストの手術により克服した。後に彼と結婚し、小さな診療所を開いたが、その日の夜に強盗に射殺された（頭部を撃たれ、エリザの頭蓋骨にも銃弾により穴が空いている）。ファウストのネクロマンシーにより魂をこの世に呼び出されるも、術が不完全だったため意識が封じられしゃべることも出来なかった。シャーマンファイト本戦の直前にアンナの口寄せによって意識を取り戻し、ファウストと再会。媒介は彼女の遺骨と血十字のスカルペルと呼ばれる武器及び医療器具。趣味は読書で、好物はフェーダーヴァイサー。非常に優しい性格なのだが、ファウストの趣味を完全に理解し、心酔している。またファウストによるとよく転ぶ「ドジっ娘」だった（彼女自身によると、ドレスを汚して母に怒られていたとの事）。超・占事略決の技術により精霊化している。7年後にファウストが過労死し、霊体となったことで晴れて結ばれた。霊力3,000。
フランケンシュタイニー
ファウストの持霊の犬。種類はドーベルマン。4歳。血液型はD2。名付けたのはファウスト。彼も生前はファウスト夫妻と共に暮らしていた。エリザが父に病気が治ったお祝いにねだって買って貰った。エリザと同じ時期から持ち霊になっている。遺骨を媒介としている。S.F本選時以降はO.Sで彼の脚の代わりとなる。霊力200。

## THE蓮
道 蓮（タオ レン）
声 - 朴璐美
1986年1月1日生まれのやぎ座、血液型はAB型。趣味はストレス発散、好物は桃まん。中国・貴州省出身。最長の時には60センチも伸びる頭のトンガリは彼のトレードマーク。「THE蓮」リーダー。シャーマンとしての精神の強さは“迷わない心”。
非常に意地っ張りな性格で、短気でプライドが高い。仲間想いだが、素直にそれを出せない。また、身長が低いことを気にしており、風呂後のビン牛乳を三本飲むことは欠かしていない。アニメ第1作では食事の時にも飲んでいる。
中国の歴史の陰で1,800年間暗躍してきた道家の御曹司。初めは葉と敵対、ライバル視していたが幾度と戦い合うにつれ友情が芽生え、行動を共にするようになった。「我不迷」（われまよわず）は彼の唱える信念であり、「オレは強い　それがオレの不迷（まよわず）なんだ」と、明らかにした。生まれつき復讐に生きる道家の思想に囚われ沢山の人間を殺めてきた。砕き、壊すしか知らなかった彼は葉と出会ったことにより人間の温かさを知り、憎しみの無い世界を作るためにシャーマンキングを目指すようになった。SF予選時に担当のクロムを殺害したことを悔いている。
ハオ組との場外乱闘に巻き込まれ、さらにニクロムの兄・クロムを殺害した自責の念によりペヨーテのO.S「グランデンファンタスマ」にわざと刺され死亡。しかしその後、葉のシャーマンファイト辞退と引き換えにX-LAWSのメイデンにより蘇生される（しかし、その際は蘇生されたことに感謝するどころか「迷惑だ」と暴言を吐いてメイデンを泣かせたが、これが彼女との最初の縁でもある）。
最終決戦では、新必殺技によってマグナを撃破し、さらには自分への遺恨のあったニクロムとも、彼の本心を曝け出させ、全力で戦い撃破した。
S.F.より7年後は頭のトンガリは三つ又になり、後ろ髪と身長がかなり伸びた。ハオ組の男性陣を引き取り、清華大学卒業後には大企業家電機器メーカー「雷帝グループ」を作り上げその社長に就任。ハオ組のブロッケン、ビル、ザンチンは、会社の経営に協力している。政界への進出も目指し、過去の中国指導者達の霊から帝王学を学んでいる。夜はシャーマン能力とキョンシー達の力で裏社会の纏め上げも行い、覇道を爆進中である。さらには慈善団体となったX-LAWSの総帥となっているメイデンと学生結婚し、現在は彼女との間に儲けた一人息子でまだ赤ん坊の黽（メン）の子育てのために、会社は潤とザンチンに任せ、育児休暇をとっているなど、子煩悩な愛妻家となっている。
持霊は馬孫（バソン）。初期の媒介は馬孫刀（バソントウ）であったがハオに燃やされたため、以後は父親より受け継がれた宝雷剣（ほうらいけん）を媒介として使うようになった。その結果、O.S「武神」（ブシン）を作り出すことに成功。さらにその後、雷の力を持つ甲縛式O.S「武神魚翅」（ブシンユーツー）を完成させることになる。
五人の戦士の一人に選ばれ、道教に基づく雷を操る力を持った。持霊になる五大精霊はスピリット・オブ・サンダー。
巫力値は初め350（予選時）で後に5,721（S.F本戦出場時）になったが、何度かの死の経験、地獄での修行などによって約5万5,000（対チーム明王）→10万1（ハオ追跡時）にまで成長した。しかし、五人の戦士の中で一番巫力が少なく、本人も自覚している。アニメ第1作では超・占事略決により1万強の巫力を手にしている。
馬孫（バソン）
声 - 辻親八 / 高口公介
1,800年前から道家に仕え、生前は騎馬隊長をしていた武将。当初は無口だったが、蓮が葉と和解してからは、喜怒哀楽を激しく表現するようになる。道家、特に蓮に対する忠誠心が非常に強く、また蓮を大切に思っているので、彼に友人が出来た際には感涙し、ペヨーテに殺害された際には号泣した。本戦トーナメント時に宝雷剣の力で精霊化を遂げる。
武器が青龍偃月刀（作中では馬孫刀と呼ばれる）で希代の名馬を愛馬にしていた点は実在の武人である関羽に近い。霊力710（人間霊時）→2万5,000（精霊化後）。
白鳳（ハクオー）
1995年2月2日生まれ。黒桃の霊を降ろすため、特別に道家に調教された巫馬（シャーマンホース）。蓮の命令が無い時は大人しい。
黒桃（コクトー）
馬孫の愛馬にして史上最強と言われた名馬の霊。かつて馬孫と共に戦場を駆け抜けて、絶対無敵を誇っていた。漆黒の毛並みが特徴的で、普段は黄金の位牌に入っている。霊力1,500。

ホロホロ / 碓氷 ホロケウ（うすい ホロケウ）
声 - うえだゆうじ（旧・上田祐司）
1985年11月27日生まれのいて座。血液型はO型。趣味はスノボ、好物はジンギスカン。北海道出身。
北海道から上京してきたアイヌのシャーマン。熱血的で感情的な性格。シャーマンとしての精神の強さは“アイヌの教えからなる弱肉強食と感謝の気持ち”。
広大なフキ畑を作るためにシャーマンキングを目指す。額にヘアバンドないしタオルを巻いている。五人の戦士の一人。持霊になる五大精霊はスピリット・オブ・レイン（S.O.R）。女神と狼の間に生まれたと言われる一族のシャーマンの末裔であり、その血筋が原因となって引き起こしたともいえる、とある過去を背負い隠しており、それは最終盤における十祭司カリムとの決戦でようやく葉たちには明かされた。普段名乗る「ホロホロ」は愛称のようなもので、本名は「碓氷ホロケウ」である。ウフュイホロケウに由来しており、ウフュイは「炎」、ホロケウは「狼」を意味している。祖父（声 - 青森伸〈アニメ第2作〉）によりホロケウの名を付けられ、来たるべきS.F.にてアイヌの未来を背負って戦う狼の戦士として厳しく育て上げられた。
S.F.より7年後は、農業高校を卒業後、牧場と農業を経営。フキ畑の夢を諦めてはおらず、環境を整えるための緑化にシャーマン能力を生かす研究もしている。また、遊牧民として過ごすオパチョの願いも聞き入れて、不当管理を行う水管理企業や森林を違法伐採する業者を潰したりするなど、「水源の守護者」としても活動している。その一方で経済状況はかなり厳しく、一発逆転を狙おうとマリモを模した青汁味のキャンディー「生マリモ」を売り出した。味は「慣れたらイケる」とのこと。さらに7年後に、13歳に成長した麻倉花から「倒産品」呼ばわりされているので結局は売れなかった模様。
持ち霊はコロロ。初期の媒介はスノーボードで、本選以降は妹・ピリカ手製のイクパスイ。後に修行で甲縛式O.S「ニポポテクンペ（ニポポ手甲）」を手に入れる。巫力2,100（本戦参加時）→12万（ハオ追跡時）。アニメ第1作では超・占事略決の力で9,260の巫力を手に入れた。
ときどき「イヤッホロウ」や「なるホロ」などと、独特の言葉を使う。未成年であるが、酒を飲むシーンがある。
コロロ / ダムコロロ
声 - 水樹奈々 / 中島愛
フキの下に住む大地の精霊・コロポックル。いつもフキを持ち、非常にかわいらしい姿をしている。趣味はかくれんぼ。霊力750→2万1,000（ダムコロロ化後）。空気中の水分を氷結させる能力を持つ。また、モルフィンのかわいさに嫉妬していなくなってしまったことがある。
完全版にて加筆された新完結編により、実はホロホロが小学生のころ好きだった同級生「黒部 民子（くろべ たみこ、通称ダム子）」が死後、ゴロロの特訓により精霊化しコロポックルとなった姿だったことが判明。ホロホロが己の過去について仲間に打ち明けたことで真の姿（ダムコロロ）を現しずっと見守り続けることを約束した。「ホロホロ」というあだ名を付けたのも彼女である。名前は黒部ダムから。外見が似ているため、ホロホロやピリカが彼女とまん太と間違えられたこともあったが、彼女自身もまん太に一目惚れしていた。ホロホロのことを思うばかり、ヤキモチを焼き逃げ出してしまったこともある。

チョコラブ・マクダネル
声 - くまいもとこ
1985年10月2日生まれのてんびん座、血液型はO型、趣味はネタ出し、好物はドーナツ。アメリカ・ニューヨーク出身。シャーマンとしての精神の強さは“笑いへの想いと過去への償い”。
インディオの力で戦う黒人系のアフロヘアーと出べそが特徴の少年。世界に笑いの風を吹かせるためにシャーマンキングを目指しているが、実際のギャグは酷く寒く、逆に蓮やホロホロの怒りを買い、ボコボコにされることもしばしば。
4歳のクリスマスの日に強盗に両親を殺され（額の傷もこの時ついたもの）、孤児院を転々としたあげく、ニューヨークで殺人鬼と呼ばれるほどのギャングにまで落ちぶれたが、あるクリスマスの日に出逢った年老いたインディオのシャーマン、オロナに救われ、コメディアンになる道を歩み始めた。
ギャング時代にルドセブらの父、カメル・ミュンツァーを殺害したことにより、S.F中ルドセブらによって殺害される。その後G.S内でオロナとの再開と修行、パスカル・アバフとの出会いの後にサティによって蘇生され、格段に巫力を上げる。蘇生させる際にサティに頼み、罪の償いの意味をこめてあえて盲目になった。
G.S内でのハオとの最終決戦にて、マタムネの列車に乗ってS.K.のコミューンに駆け付けた両親の霊と再会した。
S.F.より7年後は、外見のガラは若干悪くなっているものの、SHAFTのメンバーとともに服役中。刑務所内では、寒いギャグを飛ばす「ミスター・ウインド」として親しまれており、時々シャーマンの存在を知るアメリカ大統領やFBIからの要請を受け、アメリカ中の犯罪者や悪徳シャーマンたちの逮捕に協力している。リゼルグの協力もあって仮釈放で来日し、葉たちと再会することができた。出所後にはSHAFTの面々と共に、世界を残念な笑いの風で変える旅に出る。
持霊はミックで、後にパスカル・アバフも加わる。媒介はジャガーズ（ジャガーの爪を模した武器）及び己の肉体。G・S内での修行によりミックとアバフによるダブルO.S「ジャガーマン」を会得する。五人の戦士の一人で、持霊になる五大精霊はスピリット・オブ・ウィンド。
巫力1,975（S.F本戦参加時）→19万7,500（ハオ追跡時）。
ミック
声 - 上田祐司（アニメ第1作）
ジャガーの精霊。心優しく、ギャグの相方もこなす。元はオロナの持霊だったが、チョコラブが譲り受ける。チョコラブを慕っている。趣味は水遊び、好物はカピバラ。霊力2,200。
パスカル・アバフ
声 - 喜多村英梨（アニメ第2作）
986年6月4日生まれ、ふたご座のB型。享年14歳。趣味はケーナで好物はカカオ豆。通称アバさん。 1,000年前のシャーマンファイトで活躍したインディオの少年の霊。精霊化しており霊力は10万。
死後インディオに崇拝される神となり、オルメカの巨石人頭像のモデルとされている。自身の記憶を無意識に思い出すと、かつての姿に戻るが、その容姿はかなりの美形である。G.S内のインディオのコミューンに存在していたが、チョコラブの持霊となった。豊富な知識を持っており、先生と呼ばれることも。なお、彼を殺害したのは当時のハオ。最終決戦の後は G.Sへ帰った。

## X-LAWS
S・Fの三大勢力の一つで、10の法を重んじ、正義を実現するための組織。所属メンバーは元軍人や警官が多く、それもハオ一派により被害を受けた者達がほとんどで、ハオを最大の悪と定め、抹殺することを目的とする。ボスは神クラスのシャーマンにして神クラスの霊を持つアイアンメイデン・ジャンヌ。副長に天使隊隊長マルコを置き、他の団員も全員天使の持霊（自動車の精霊（付喪神）と本物の天使から採取した霊体の一部が融合したもの）を所持している。天使達の媒介は各々の持つ銃の銃弾。天使たちのデザイン上のモデルは機動戦士ガンダムに登場するMSギャン及びファイブスター物語のモーターヘッド。実はハオ一派の一員・ラキストがかつてマルコと共にハオを倒すためだけに設立した組織であり、正義の実現などはそれを正当化するための後付けの理由に過ぎない。メイデンとリゼルグ以外のメンバーの名前は皆煙草の銘柄が語源である。天使たちのカラーリングは基本的に白だが、O.Sする際に正義と信仰心よりもベースとなっている車輌への愛の方が強かった場合、カラーリングがその車輌のものに変化するという裏設定がある。

### X-I
メイデン、マルコ、リゼルグで構成される、X-LAWS最強のチーム。S.F二次トーナメントに進出できたチームの1つ。
アイアンメイデン・ジャンヌ
声 - 堀江由衣
1990年3月2日生まれのうお座、血液型はAB型。趣味は年に3度くらいのおでかけ、好物はいちごのケーキ。フランス・ロレーヌ地域圏出身。モン・サン＝ミシェルで育つ。巫力50万（上昇中、最終的には68万）。
ハオ打倒及び世界平和の実現を目的とした組織「X-LAWS（エックス・ロウズ）」のボスであり、X-Iのリーダー。世界平和を願う心優しき少女で、メンバーから「聖・少・女」と呼ばれ崇拝されている。自分の思いを拒否されると泣く癖がある。普段はアイアンメイデンの中に入っており、高い巫力は、日常的に自分を瀕死の状態にまで追い込む＝拷問を受けているためである。
アイアンメイデンの中ではほぼ裸にかぼちゃパンツ。戦闘時はオーバーソウルのアイアン・ヘッドドレスを被りアイアンレオタードを装着、指締め器に指を締め付けアイアン・ジベットという靴底に大量の棘がついたブーツを履いていて、オーバーソウルが解けると完全に裸になる。アイアンメイデンから出ると、瞬時に持霊の治癒能力で傷が治る。
実際は聖女ではなく、マルコとラキストが組織創設時に見つけてきた、人より少し思い込みと霊感が強いだけの天涯孤独な少女だった。マルコの洗脳に近い教育により、自らが選ばれた存在であると錯覚させられた末に、神クラスまで鍛え上げられボスに据えられている傀儡に過ぎない。真相が露になり自害しようとしたマルコに対して、既に自分が仮初の聖女である事実を受け入れていることを告白、それでも人々には法が必要であるとし新たなX-LAWSとしての道を歩もうと説得した。その後、人の死を深く考えるようになり、兄の仇討ちに来たアナホルに動揺し、完全に戦意喪失して殺されてしまう。後にサティの能力で蘇生する。最終決戦では、葉達に同行するものの、十祭司ブロンとの戦いにて、蓮とホロホロの蘇生のために全ての巫力を使い果たし、脱落となる。
普段着はゴシックロリータ。自分と同年代の友達ができたのは玉村たまおが初めてで、自分の服を褒められてから仲良くなった。
S.F.より7年後は、X-LAWSを慈善団体へと変え、自らが総帥に就任したが、ヨーロッパへ旅行に来た蓮と再会、それが縁で彼と結婚し、息子の黽（メン）を儲けている。夫婦仲は良好。
持霊はシャマシュ。媒介はアイアンメイデン（戦闘時はマスク部のみを媒介にする）。モデルはジャンヌ・ダルク。
シャマシュ
古代バビロンで信仰されていた太陽と正義の神。趣味は判決。かつて人類にハンムラビ法典を授けたとされている。かつて神殿跡に建つ教会に封じられていたところを、聖地巡礼中に発見したラキストが封印を解きジャンヌに授けた。
神クラスの霊で霊力は52万。治癒能力の他、螺子などの小物を媒介に拷問器具や刑具の具現化が可能で、その攻撃は「光」に例えられるほどの速度を誇る。行動はあくまでも法に基づいたもの。
アニメ第1作ではS.O.Fに捕食される。高い霊力を持っているため、シャマシュを捕食しただけでハオは葉を必要としなくなった。

マルコ / マルコ・ラッソ
声 - 高瀬右光 / 中村悠一
1973年11月17日生まれのさそり座、血液型はA型。イタリアのシチリア島出身。趣味はスーパーカー、好物はマンマのパスタ。眼鏡は防弾性。
X-LAWS天使隊隊長。X-Iで、メイデンを補佐し、新入りリゼルグを指導する。性格は非常に頑固で厳しく、度々規則を破るリゼルグに容赦なく体罰を与える。また、葉に条件を持ち掛けて約束したにもかかわらず信用せず一方的に反故にしようとするなど、独善的な言動が多い。生真面目に己を強く律しているが、内面にはロリコンや露出狂などの変人さを抱える。
幼いころに両親を亡くし、ラキストの運営する協会兼孤児院に引き取られ育てられた過去を持つ。幼少時は背が低く、気も小さかったため、周りから「チビマルコ」といじめられ、ラキストの勧めでバレエを習い体力や我慢強さを身につけた。高級車専門の自動車販売会社「スーパー・マルコ」の若社長でもあった。
X-LAWSはラキストとマルコが創設した（理由は先述）。ジャンヌの側近として振る舞っているが、事実上の指導者はマルコである。裏切ってハオに就いた養父ラキストとは強い因縁がある。
海岸でのラキストとの戦いでメッキが剥がれてしまい、ジャンヌへの仕打ちとX-IIIの死に責任を感じたこともあり、自害しようとするがジャンヌに説得され思い止まる。その後は以前より性格は柔和になり、リゼルグへの体罰も止め、葉たちとも打ち解けている模様。
物語終盤にてムー大陸でラキストもろとも自決し絶命したが、後に蘇生された。
所有する銃はベレッタフルオート9。巫力1万2,000→1万2,009。
持霊は大天使ミカエル（霊力2万）。剣と盾を持った騎士のような起動天使。正体は高級車のフェラ〜リ テスタロッサ92年型。フェラーリを「フェラ〜リ」と特徴的に表記する。
リゼルグ・ダイゼル
声 - 沢海陽子
1986年5月17日生まれのおうし座、血液型はAB型。趣味は日記、好物はスコーンカレンズ。イギリス・ロンドン出身。
イギリスにおいて、ダウジングを利用した著名なシャーマン探偵であるリアム・ダイゼルの息子。幼いころハオに両親を殺され、復讐のために旅をしていた。緑色の髪と瞳が特徴。シャーマンとしての精神の強さは“復讐心と成長願望”。
葉たちと初めて会った時には、外見から女の子と間違えられたが、男の子であることを証明するためにズボンをおろして股間を見せ、葉たち（アニメ第1作では竜のみ）を驚かせた。竜に好かれている。最初は葉たちと行動を共にしていたが、X-LAWSと出会い彼らの思想への共鳴と復讐心から葉達の元を去ったが、次第に正義のために人殺しを行うことに疑問を抱くようになり、その後も葉たちと協力した場面もあった。
持霊モルフィンの媒介にはペンデュラムを使っており、ダウジングを得意とする。ナイルズ戦の後にマルコより天使ゼルエル（正体はロータス・エリーゼ、霊力1万）を授けられ、こちらの媒介にはリゼルグデリンジャーを使っている。後に地獄での修行を経てモルフィンとゼルエルの力を合わせ持つ複霊甲縛式オーバーソウル「マステマ・ドルキーム」を会得した。巫力3,500（S・F本戦参加時）→17万（ハオ追跡時）。
五人の戦士の一人。持霊になる五大精霊はハオがG.Sを手に入れた後に不要となったS.O.F。
S.F.終了後は、飛び級でオックスフォード大学を卒業し警察官になる。犯罪捜査にシャーマン能力とX-LAWS時代に習得した戦闘技術を使うことにより、狙った犯罪者を確実に逮捕している。その凄まじい検挙率の高さを買われ、イギリス情報局秘密情報部へとスカウトされる。それ以降は若きスーパーエージェント「炎の代理人」としてテロ対策などに従事している。さらにヨーロッパ最大の慈善団体にまで成長したX-LAWSの特別顧問も務め、戦争やテロの犠牲となった子供たちの保護・育成プログラムを協力者となったライハイトやアナホル等と共に行っており、ヨーロッパ・中東地域の戦争を終結させようと努力している。FBIとも協力関係にあるため、収監されているチョコラブの保証人でもある。
モルフィン
ケシの花の精霊で全身がピンク色。話すのが難しい為、リゼルグには羽音や飛ぶ擬音で意思表示している。視力5.0（人間の見る感覚とは少し異なる）、聴力は30dBより可聴、嗅覚は人間の二万倍。甘いもの（特に花の蜜）が大好き。探し物が得意。リゼルグが彼の父親から譲り受けたもの。とても可憐で美しい容姿をしている。そのかわいらしさはコロロが嫉妬してしまうほど。リゼルグがX-LAWSの一員になってからは、敵とはいえ人を平然と傷つけるようになった彼に嘆き、言うことを聞かなくなることもあった。霊力1,800。
アニメ第1作では天使を欲したリゼルグによって捨てられてしまう。しかし、その後再びリゼルグの元へ戻り、「エンジェル・アドベント」というオーバーソウルで天使たちと合体する。
スピリット・オブ・ファイア（S.O.F）
最終決戦時にハオからリゼルグの持霊となった炎の精霊。詳細はハオを参照。

### X-II
X-LAWSのチーム。マルコやメイデンを見限り、チーム単体でハオを倒しに行き、逆にハオによって殺されてしまうが、後に蘇生された。アニメ第1作ではハオ一派のチーム「月組」に殺された。
全員、元々シャーマン能力が無いのを特訓で目覚めさせたためか、他の天使隊メンバーよりもやや低い。
ジョン・デンバット
声 - 小西克幸
1975年9月4日生まれ（『最終公式ガイドブック マンタリテ』より。『公式ファンブック マンキンブック』では1984年生まれになっている）のおとめ座、血液型はA型、趣味はギターとダーツ、好物はホットクロスバンズ。イギリス・オックスフォード出身。
元SAS隊員の経歴を持つ。同じく隊員であるミイネ・モンゴメリとは本人によると「イイ仲」だった。頭に血が上りやすく、X-LAWSの真実を知ったことでマルコに見切りをつけ、ミイネを殺された怒りに駆られて無謀にもラーキ・ポーフと共にハオの奇襲に向かう。軍事機密となっているSDI“X”線レーザーまで用い、自らを照準に定め砲撃するも、激昂したハオのスピリットオブファイア黒雛によって、魂ごと跡形も無く焼き尽くされ、X-LAWSのメンバーで最後の犠牲者になる。また、この時の行動が、世界中にS.F.の行われている島の存在に気づかせてしまうことになる。銃の名はデンバットグレネード。巫力7,500→8,300。名前はジョン・デンバーおよびゴールデンバットから。
アニメ第1作では、ゲート・オブ・バビロンの発動中ターバインのビームを受け死亡している。
持霊は大天使ラファエル（霊力9,000）。その正体はDB4。
ラーキ・ディラック
声 - 麻生智久 / 高口公介
1971年10月13日生まれのてんびん座、血液型はO型。趣味はお酒。好物はローストターキー。アメリカ・ロサンゼルス出身。
元デルタフォース所属で、ポーフとはその時からの付き合いである。
無茶な作戦を不安に思いながらも、マルコに見切りをつけたデンバット・ポーフと共にハオの奇襲に向かうが、その結果、ハオの怒りを買ってしまい、一瞬でポーフが殺された恐怖から逃げ出そうとした瞬間、スピリットオブファイア黒雛によって焼き殺される。
アニメ第1作では、ゲート・オブ・バビロンの発動中ビッグガイ・ビルのビッグタッチダウンを受け死亡。アニメ第1作でのX-LAWSのメンバーで最初の犠牲者である。
使用する銃はラーキバズーカ。巫力7,000→7,800。名前はラークおよびキャディラックから。
持霊は大天使ウリエル（霊力7,000）で、その正体はGT40。
ポーフ・グリフィス
声 - 子安武人 / 宮園拓夢
1971年2月7日生まれ（『最終公式ガイドブック マンタリテ』より。『公式ファンブック マンキンブック』では1986年生まれになっている）の水瓶座。血液型はO型。趣味はビリヤードとトレーニング、好物はコールスロー。アメリカ・サンフランシスコ出身。
ラーキ同様元デルタフォース所属。頭髪を綺麗に剃ってある。眉毛は斜上に吊り上がっている。
デルタフォース時代の戦友をハオに殺された過去がある。
マルコに見切りをつけ、デンバット・ラーキと共にハオの奇襲に向かうが、ハオが涙を流しているのを目撃してしまった結果、ハオの怒りを買ってしまい、スピリットオブファイア黒雛によって一瞬にして胴体を貫かれた上に焼き殺される。
アニメ第1作では、ゲート・オブ・バビロンの発動中ザンチンの黒いパンダの手を受け死亡。
使用する銃はポーフレミントン。巫力6,900→7,500。
名前はホープおよびTVR・グリフィスから。
持霊は大天使サリエル（霊力8,000）で、その正体は911ターボ。

### X-III
X-LAWSのチーム。S.F第一次トーナメントの対星組戦でハオに殺され、S.O.Fに魂を捕食されてしまうが後にS.O.Fから分離され蘇生された。アニメ第1作では捕食されずに済み、モルフィンと彼らが持っていた八大天使が融合した姿により無事成仏することができた。
クリス・ブンスター
声 - 佐々木誠二 / 最上嗣生
1961年5月6日生まれのおうし座、血液型はO型。趣味は爆弾作りと銃いじり、好物はチーズケーキ。アメリカ・メンフィス出身。
元軍人であり、湾岸戦争に出征中、ハオに両足を焼かれ、シャーマン能力に目覚める。またこの時、後にハオの家臣となるターバインと敵同士として出会っていたという因縁があった。その後病院でマルコと出会ったことをきっかけにX-LAWSに入隊。彼の義足はO.Sにより支えられている。
トーナメントでハオと対戦して致命傷を負い、自爆での共倒れを試みるが、ハオに防がれ無駄死にとなる。直後に魂をスピリットオブファイアによって捕食される。持っている銃の名前はブンスターランチャー。巫力1万500→1万3,500。名前はファイブスター物語の作者永野護の愛称「クリス」およびセブンスターから。
アニメ第1作でも原作同様ハオを道連れにし、自爆するが捕食されず、モルフィンと八大天使が融合した姿によって成仏した。
持霊は大天使メタトロン（霊力1万5,000）。突撃能力に優れており、盾とモーニングスターを用いて戦う。その正体はブンスター自身が、湾岸戦争時に使用していたハマーH1。
ケビン・メンデル
声 - 高木渉
1971年9月18日生まれのおとめ座、血液型はAB型。趣味は合唱と読書、好物はザッハトルテ。オーストリア・ザルツブルク出身。
元オーストリアの憲兵特殊部隊「コブラユニット」所属の狙撃手。10年前、遭遇したハオ一派をテロリストと誤認して攻撃するが、返り討ちに遭い、全身を焼かれて両腕を失くし、瀕死状態に陥っていたところをジャンヌに救出される。以後X-LAWSに入隊し体を焼かれた恨みを晴らすためにS.Fに参戦。トーナメントでハオと戦うも、焼き殺された後、魂をスピリットオブファイアによって捕食される。顔の火傷痕を隠すため常に仮面を被っている。
アニメ第1作でも原作と同じように殺害されるが捕食されず、モルフィンと八大天使が融合した姿によって成仏した。
所持している銃は、腕を改造して指から弾が打てるようにしたケビンアームズ。巫力9,700→1万100。名前はキャビンおよびグレゴール・ヨハン・メンデルから。
持霊は大天使レミエル（霊力1万2,000）で、その正体は300SLクーペ。
ミイネ・モンゴメリ
声 - 川上とも子 / 永井真里子
1981年1月26日生まれのみずがめ座、血液型はA型。趣味はお祈りと水泳、好物はパンケーキ。カナダ・モントリオール出身。
かつてはカナダERTに所属していた、メイデンを除くX-LAWSのメンバーの中で唯一の女性。
幼少時から霊が見えていたが、友達にからかわれたため言わなくなった過去がある。死んだ父は軍の参謀室に勤務していた。
ハオに殺害された父の仇を討つために、ハオについての調査をしていたところX-LAWSと出会い入隊。女性としての優しさも秘めており、リゼルグに過剰なまでの体罰を与えるマルコのやり方はあまり快く思っていない。密かに彼女のファンクラブも存在していたらしい。所持している銃はミイネルガー。巫力8,300→8,800。名前は峰およびL・M・モンゴメリから。
トーナメントでハオに瞬殺され、X-LAWSのメンバーで最初の犠牲者となる。さらに魂をスピリットオブファイアによって捕食されてしまう。
アニメ第1作では、X-LAWSのメンバーで最後の犠牲者となったが、捕食されず、モルフィンと八大天使が融合した姿によって成仏した。
持霊は大天使ガブリエル（霊力1万1,000）。柔らかいフォルムが特徴で防御力が高く、ハート型の盾と鞭を用い、中・遠距離からのトリッキーな攻撃を得意とする。正体はジュリエッタSZ。

### その他
ハンス・ライハイト
声 - 佐久間元輝（アニメ第2作）
1970年3月13日生まれのうお座、血液型はA型。趣味は排気口の清掃をすること、好物はヨルセライス。オーストリア・ウィーン出身。
元X-LAWS隊員。幼いころからシャーマンとしての能力を持ち霊が見えていたが、幻覚幻聴の類と断じスルーしていた。オーストリアで警察官として働いていたが、職務遂行のためには暴力行為も平気でやり、規律よりも自分の信念を優先する直情径行の強いダーティーな警察官であった。
ある日、自分が追っていた連続爆破事件の犯人を「歪んではいるが強い魂」と認めたハオに横槍を入れられる形で殺されてしまう。以来、ハオを追うようになりその過程でX-LAWSに接触。メイデンの美しさに心奪われ、信奉者となりシャーマンとしての能力も受け容れてX-LAWSに入隊する。しかし高い実力がありながら、あまりに攻撃的な性格のため主力から外され、武器庫番としてくすぶっていた。
それでもX-LAWSにいたのは、前述の通りメイデンに心酔していたためであったが、彼女が聖・少・女ではなくなったことで見切りを付け、小山田カンパニーの雇用に乗る。ハオやジャンヌをS.F.の行われている島ごと吹き飛ばそうとするも、アザゼルを一撃で破壊され、その反動で死亡する。蘇生された後、生きる気持ちが大きくなったらしく、自らが助けた天野輝子に求婚した。使用する銃はライハイトステアー。巫力1万→1万200。
持霊は堕天使アザゼル。主砲の火力を極限まで追求した遠距離砲撃の超弩級機動天使。霊力は47万とS.O.Fをも上回る数値であり、その力はライハイトによると島一つを消し去るのに 1秒もかからないとのこと。しかし、あまりに強大すぎる霊力はO.Sを可能とする人間を選び、O.Sできたとしても即座に巫力切れを起こしてしまうので、X-武器庫に保管されていた。ライハイトは巫力を搾り出して3秒間のみO.Sが可能。その正体は第二次世界大戦で活躍していた戦車群。

## ハオ一派（ハオ組）
ハオが500年前（パッチ族に転生したころ）から集め始めたシャーマンたち、またはその子孫。ハオを中心とした十数人のシャーマンで、本編で明確な勢力としての名前を持たず、俗称として「ハオ組」と呼ばれている。
主にハオをシャーマンキングにすることが使命で、後にハオが建国するシャーマンキングダムの重要人物となることが約束されており、「ハオの家臣」と呼ばれる。ハオから超・占事略決を教わっているため実力は高く、後に禁人呪殺を会得してさらに強くなる。だが、メンバーの協調性のなさとハオのいい加減な命令などの理由から、負けて任務失敗となる場合が多い。
だが建前とは裏腹に、結局ハオにとってはシャーマンキングになるための道具に過ぎず、ハオは霊視能力のことを伏せており、それを知ったペヨーテが暴走して内部崩壊となり、全滅した。葉達の情けで蘇生できた者たちも、精神的に絶望していた。最終的には気力を取り戻し、G.S.のコミューン内にて繰り広げられたハオと葉達の最終決戦にて多くの登場人物たちと共に列車の貨車に乗って駆け付けた。
S.F.より7年後はそれぞれ一部の者たちは仕事をしながら生きている。BoZ以外のメンバーは続編である『FLOWERS』において「十二使徒」と呼ばれていた。

### 星組
ハオ率いるチーム。ハオ一派の中でもハオのお気に入りのメンバーをチームメイトに入れている。S.F第二次トーナメントに出場できたチームの一つである。また、ハオの信奉者の中でも最後のほうに仲間になったにもかかわらず、星組のメンバーのみ最初からハオが霊視能力を持っていることについて知っていた。
後に星組以外の一派が内部崩壊してもハオと同じく全く気にしていない様子だった。
ラキスト・ラッソ
声 - 小西克幸 / 松田健一郎
1949年6月1日生まれのふたご座、血液型はB型。イタリアのシチリア島出身。趣味はダイビング。好物はバジルのブルスケッタ。
ハオの腹心の部下で、参謀格ともいえる存在。コーンヘッズのような頭と顎鬚が特徴的。基本的に紳士的であるが、ハオを侮辱した者には激怒する。ハオの霊視能力を知りながら彼に付いていることからも、その精神力は桁違いに高い。
元・教会に属する秘密組織の異端審問官。X-LAWSの創始者・機動天使の創造者・マルコの育ての親。背中にはX-LAWSの刺青を刻んでいる。単身でハオに挑み、圧倒的な差で敗北したことで正義が一つではないと悟り、自らの意思でハオの配下となった。敵対しているものの、マルコへの愛情に変わりは無い。巫力21万→36万。
所有する銃はラキストコンプハンター。車好きで、機動天使は自動車ベース。
トーナメントの盤外で、ジャンヌの始末に向かい、マルコと戦うが、葉たちの介入により失敗。終盤、ムー大陸でマルコと戦い、相討ちとなり死亡するが最終的には蘇生される。
アニメ第1作では終盤にて他のハオ一派メンバーと共にリゼルグを襲撃するが、瀕死の重傷から回復した蓮に倒された。
持霊は堕天使ルシフェル。霊力20万。ラキストが過去の聖人に習い、G.Sの天界と地獄を巡って造り出した、試作機にして最強の機動天使。メイスを用いた近接格闘を得意としている。攻撃力、防御力、スピードといったあらゆる面で過剰なスペック調整がなされており、機動天使の中でもその力は群を抜いている。その正体はランボルギーニ カウンタックLP400。元々はラキストの愛車だった。
巫力霊力がマルコの10倍以上と、圧倒的に強い。強すぎるルシフェルを維持するためにラキストは大幅に力を割いている。それは欠点でもあり、一度でもO.Sを破られると反動で気絶してしまう。
オパチョ
声 - 林原めぐみ
正確な生年月日は不明だが、生まれたばかりの0歳の時（1996年2月20日）にほとんど死に掛かった状態になっていた所をハオに拾われる。趣味は洗うこと、好物はとうもろこし。南アフリカ共和国・名もなき村出身。
ハオの腹心の部下で、並いる部下たちの中で一番幼い。オパチョの声優である林原が自身のラジオ番組にて「オパチョは元気な男の子」と発言していたが、2007年に発売された林原の著書にてハオ役の高山からのコメントで「女の子」と表記されているため、正確な性別は判明していない。
いつもハオのそばにおり誰よりもハオのことを慕っているが、ハオに霊視能力によって思考を読まれることは、さすがに嫌悪感を示す。しかしその幼さゆえに純粋な思考の持ち主で、唯一と言えるほど、ハオが共にいて安らげる人物。ハオが G.Sを手に入れた後は、もう一度ハオに会うべく、葉たちと行動を共にし、自らの意思でブラックホールに飛び込み「お星さま」になろうとしたその自己犠牲的行動が、ついにハオの心を動かした。葉がS.Fに復帰する辺りから、言語がすべて平仮名と片仮名のみの表記になっている。
霊視能力及び遠隔透視能力があり、仲間内でも信頼は厚い。まだ幼い故に巫力は800（最終的には80万まで成長）と低いものの、シャーマンとしての実力は見た目と裏腹にかなり強く、木刀の竜に一撃で重傷を負わせたことがある。
「オパチョ」という名前はハオが付けた。本当はハオが麻倉葉王のころに会った鬼の乙破千代からとった「オハチヨ」なのだが、舌たらずなオパチョがこう発音したため、以後それで定着する。葉によると、「平安センス」らしい。
アニメ第1作では気性を荒らげたハオに怯え、そのままどこかへと逃亡した。
持霊はヒツジの精霊MAMA（ママ）（霊力1,200）で、媒介はMAMAの皮を使ったなめし革でできたヘアバンドおよびアフロ風の頭髪。身に纏うO.S.で、羊の着ぐるみを来たような姿になる。
アメリカの原住民の民族衣装が特徴で、花の時代では、英語・中国語・日本語やフランス語が話せるマルチリンガルになっている。

### 花組
ハオ一派の女性のみによるチームで、全員がヨーロッパ出身。他のハオ一派のチームとは異なって行動はいつも3人一緒で、連帯感も強い。シャーマンとしての巫力も他のチームメンバーより一回り高い。「シャーマンキング &a garden」では初の主人公を勤める。
3人共、霊能力を持っていた事から、周りから魔女と呼ばれ卑劣な仕打ちを受けていた過去を持ち、そこをハオに拾われて現在までに至っており、あまりにも似た境遇同士の間柄である故に、3人共に人間に対する不信や憎悪が強い。また、ハオに対する忠誠心も他の手下達よりかなり強い。
S.F第一次トーナメントでは2回の勝利を収める。その他、場外乱闘にも積極的に参加しているのだが、いずれも失敗に終わっている。しかし、後にペヨーテによって3人とも死亡し、ハオによってS.O.Fの餌にされそうになるが、アンナや葉達に助けられる。その後、道潤によって蘇生されるも、最初からハオに利用されていた事実を知った事で、他のメンバーと同様に絶望していた。しかし、それでもハオのことを慕い続け、G.S内のコミューンで展開されたハオと葉達の最終決戦では、他のハオ組のメンバーと同じく駆けつけ、G.S内でハオのもとに留まると宣言していたが、最終的には他のメンバーと共に現世へと還される。
S.Fの終結後は、麻倉家で厳しい礼儀作法の修行を受け、7年後にはふんばり温泉で仲居として働いている。
ゲームキューブ版『シャーマンキング ソウルファイト』では一回戦でふんばり温泉チームと対戦した。
カナ / カンナ・ビスマルク
声 - 沢海陽子 / 遠藤さき
1977年10月26日生まれのさそり座、血液型はB型。好物はシュタインビルツのスープ。ドイツ・ザクセン出身。
ハオの部下の一人。チームメイトのマッチからは「カナちゃん」と呼ばれている。3人の中で年長格である。持霊を煙草の煙を媒介に全裸の煙人間（ファンブック万辞苑によると彼女自身はそのことを良しとしていない）としてO.Sするスモーキー媒介の使い手すなわちエクトプラズマー（エクトプラズム使い）で、ドイツの名家ビスマルク家の分家筋に生まれた令嬢。赤子のころから無意識のうちにエクトプラズムを吐き出してしまう霊媒体質であるため、住んでいる城から外に出られない生活を送っていた。両親が不憫に思ってヨーロッパ中から霊媒師や司祭を呼んで治療しようとしたが役に立たなかった。それでも本人は幸せな生活を送っていたが、謎の事故で両親を失い、会ったことのない顧問弁護士や大挙として現れた親族に遺産を根こそぎ毟り取られ、途方に暮れているところにハオと出会う。顧問弁護士たちと住んでいた城を焼き払ってもらい、シャーマンとしての教えを受け、彼の部下として共に今まで出なかった外の世界へと出た。
マリ、マッチも同じような人生を送ってきたせいか、彼女ことは3人で一緒にいることが多い。リーダーシップに富んでおり、マリ・マッチの纏め役。
後に田村崎のM134バルカンで下半身を負傷した直後ペヨーテによって道連れで殺害され、さらには用済みになったことでハオにS.O.F.の餌にされそうになる。その後、アンナに助けられ潤に蘇生されるが、精神的に絶望している。
一度ハオに言い寄られたことがあるアンナを常に嫉妬に近いような敵視をしていた（その際、アンナに「妬いてるの?」と言われた）。また、ペヨーテにハオの霊視能力を知った時や、ハオに用済みとして裏切られた際、一番ショックを受けていたのは彼女自身だった。
アニメ第1作では、原作にはない大型O.Sを使って葉と戦い、敗北。生かされることに。巫力7,500→5万8,000。
アシュクロフト
声 - 伊原正明（アニメ第2作）
1154年5月4日生まれのおうし座、血液型はB型。61歳。趣味は武稽古、好物はミッシュブロート。ドイツ出身。霊力770。
カンナが使役するビスマルク家に忠誠を誓っていた中世ドイツの騎士。カンナと出会うまでは城を徘徊する亡霊だった。花組を守護する屈強な老人だが、鉄壁の媒介を破壊されない事を鼻に掛ける老獪さと清々しいほどハッキリと思ったことを口に出す性格で、一人称はワガハイ。武器であるランスで相手を刺殺することを得意とする。作中では花組がルドセブとセイラームの魂を狩るために彼を使い、それを阻止する道潤一行と対峙することとなる。戦闘時に甲冑を装備することでそれらを媒介と見せかけているが、あくまでフェイクであり、正体は煙を媒介とする全裸の老人の霊である。本来の能力は体全体を煙と化することで物理攻撃を無効化する能力で、右腕から生成したスモーキーサーベルで物体を容赦なく両断することが可能である。これにより最速で相手を仕留める事が可能だが、仲裁に入った幹久の大量の巫力によりO.Sを中和され敗北している。通常形態は具現化されていない甲冑だけが動いてる状態で、媒介となる煙を集めて実体を作り出す事で本来の老人の姿を現す事が出来る。

マリ / マリオン・ファウナ
声 - 根谷美智子 / 真堂圭
1987年2月28日生まれのうお座、血液型はAB型。13歳。趣味はポエム、好物は子羊のローストブルーチーズソース。イタリア・ナポリ出身。私服はゴスロリ。
ハオの部下の一人。チームメイトのマッチからは「マリちゃん」と呼ばれている。ドールマスター（人形使い）。ナポリのマフィア組織カモッラのボスとボスの愛人だった女占い師の間に生まれた少女。幼いころから人形を操り、人の死期を言い当てたりして一家の人間からは気味悪がられていたが父親は一切気にせず、かわいがられ、幸せな日々を過ごしていた。しかし幹部の一人の裏切りによる内部反乱によって父親は殺され、母親も自分を逃がすために殺された。組織の支配下にある街の住民たちも敵になって一人逃げ回っているころをハオに助けられた。S.O.Fの炎によって裏切り者たちと街の住人たちを焼き払った彼に忠誠を誓っている。
3人の中では年少格だが、非常に高い巫力の持ち主であり3人の中では一番高い。普段は物静かであまり感情を顔に出さず寡黙だが、キレると残忍な性格に豹変してしまうなど、やや情緒不安定な部分がある。笑う時は口を押さえ顔を隠すシャイな一面も。
後にペヨーテによって道連れで殺害され、さらには用済みになったことでハオにS.O.F.の餌にされそうになる。その後、アンナに助けられ潤に蘇生されるが、精神的に絶望している。
アニメ第1作では、原作にはない戦車を思わせる大型O.Sを使って葉と戦い、敗北。生かされることに。巫力8,000→6万。
チャック
西部の若くして亡くなったガンマンの霊。人間時の見た目はブロンドの髪に白い肌の美形だが何処かサイコ風味を感じる雰囲気を持つ。12歳の時に強盗を射殺し逮捕されるが、若年であることと家族を殺されたことに情状酌量が認められて短期間で釈放。行き場のないチャックはその時に知り合った保安官に養子として引き取られ、保安官助手となった。ガンマンとして技を仕込まれた彼は、以降多くのアウトローと戦い少年保安官として有名になる。しかし、20歳になる前に結核を患い、命を落とした。あまりに短くも鮮烈な彼の生き様は伝説となり、愛用していた四丁の拳銃は好事家の間で高値で取引されることになった。長い間銃に取り憑いていた彼に初めて気が付いた少女マリオンを守ることを固く誓っている。人形と銃を媒介にO.S 「西部のガンマン人形」になる。O.Sの媒介である人形のチャックはマリオンの母（占い師）が手ずから作った人形（左の眼球が取れているが、元は両方あったらしい）。手に持つ拳銃は、過去にアメリカから帰国した大物マフィアが友好の証として先代のボスに贈った物。人形に持たせたいというマリオンに父がプレゼントした。普段、マリオンがチャックの髪を持つのは、身体部分を持つと射撃のポジションに影響が出るため。O.S製の弾丸を撃ち出し、リボルバーだが巫力が続く限り無限に連射することができる。単独行動時は敵の視野の外を移動する技を使うなど、隠密性も高いO.Sである。霊力680。

マッチ / マチルダ・マティス
声 - 半場友恵 / 美波わかな
1986年7月19日生まれのかに座、血液型はA型。趣味はハーブガーデニング、好物はカボチャ。イギリス・スコットランド出身。
ハオの部下の一人。ウゥドゥ・マエル（女ドルイド僧）。幼いころからポルターガイストを起こして両親にすら恐れられ、魔女の住む森に捨てられた少女。そこで優しき老魔女に拾われ、薬草術やほうき術など魔女の秘術の数々を伝授された。やがて老魔女自身が病に倒れた際には近くの村に助けを求めたが、普段より薬草術などで老魔女に救われていたはずの村の人々の冷たい態度に絶望する。そしてそこに現れ、腐り果てた老魔女を生前の姿に戻し埋葬したハオについて行くこととなる。
花組の中で一番背が低く、マリとは対照的に喜怒哀楽が激しく元気で活発な性格だが、時折3人が歩んできた暗い過去を思わせる、静かな表情を見せることも。
口癖である「ワッチ」は、口癖が欲しく、わざと口にしていたものらしく、その後本当に口癖となってしまう。
持霊は殺人鬼の少年である2番目のジャック（1番目はロンドンを震撼させたあの切り裂きジャック）で霊力は700。人間時の見た目は前髪がフサフサしそれ以外がスキンヘッドという特徴的な髪に悲しげな表情で黒いコートを羽織っている。死後、自分の愛用ナイフに取り憑いていた。媒介は全身に刃物が仕込まれたカボチャ人形（ジャックランタン）。O.S名は「切り裂きジャック」で、必殺技は「トリック・オア・トリート」。
後にペヨーテによって道連れで殺害され、さらには用済みになったことでハオにS.O.F.の餌にされそうになる。その後、アンナに助けられ潤に蘇生されるが、精神的に絶望している。
アニメ第1作では、原作にはない戦車のような大型O.Sや技を使用したり、原作では全く使用しなかったホウキを用いた技も存在する。アニメ第1作の終盤に葉と戦い、敗北。生かされることに。巫力7,000→5万7,000。

### 土組
ペヨーテとBōZの善と良によるチーム。S.F第一次トーナメントでTHE蓮に敗北。全員が楽器を持っている。後にBoZがハオ一派を抜け、ハオの秘密を知ったペヨーテは仲間たちを殺害し自分も自害する。
ペヨーテ・ディアス
声 - 真殿光昭
1970年9月11日生まれのおとめ座、血液型はA型。趣味は刺抜きと髭剃り、好物はタマーレス。メキシコ・オアハカ出身。スペインの悪魔祓い師と古代アステカの神官の血統を持つ混血（メスティーソ）。巫力3,000→3万2,000。
カラベラ人形という独特の人形を操り、シャーマン能力に目覚める前はマリアッチとして生きていた。Boz二人はほぼ戦力外で、土組はペヨーテ一人の力で成っている。ハオの信者達の中でもかなり強力な一人。さらに不意打ちも多用する。
S.Fの一回戦「THE蓮」に敗北してトーナメントから脱落する。だがその後も場外乱闘でハオに貢献していた。リベンジ戦では蓮を殺害する。
ハオを信奉するあまり、屈折した愛情を持っていたが、小山田カンパニーよりハオの隠された能力を教えられ、真実を知ったペヨーテのそれまでのハオに対する愛情は、憎しみへと変貌。その後自暴自棄になり、仲間達を何人も殺してハオ一派を半壊させ、己は自害した。後に他のメンバーは潤に蘇生されたが、彼の場合は肉体損傷が激しすぎて蘇生が出来なかった。しかし、最終的にはシャーマンキングとなったハオによって蘇生される。
アニメ第1作では原作に近い形で蓮に瀕死の重傷を負わせるが、回復した彼に倒された。
7人のマリアッチ（カルロス、ジョアン、アントニオ、ホセ、パンチョ、サパタ、ミゲル）
ペヨーテの元仲間であり、持霊である7人。死後間もないが超・占事略決の力で全員精霊化している。媒介は主に骨を使う。例としてはカラベラ人形、時には他人の体を使ったりもする。そして一番強力なのは熱き5人のマリアッチ仲間の魂の集合体「グランデファンタスマ」。
好戦的な性格で、生前はケンカばかりしていて有名だったという。しかし、全員ケンカにより死亡。
媒介は主にカラベラ人形を使われるが、カルロスとジョアンはボーズの2人の体にO.Sされたこともある。5人の魂を集めれば巨大なファージャ人形の媒介を用いたO.S「グランデファンタスマ」にもなる。霊力合計3,800。
S.F第一次トーナメントで「THE蓮」と当たり、その時にチョコラブの技「エアーズロック」の二段ギャグに皆大笑いしており、南米らしい陽気な面もある。

BōZ（ボーズ）
善、良による仏教系ユニット。二人とも群馬県出身。ハオ組のメンバーの中でも比較的初期に家臣となったが、一番ぞんざいな扱いをされていくようになり、S.F.一回戦にてチョコラブに敗れても、メンバーたちからはいい笑い者にされてしまっていた。愛車は「ワイルド・ゼロ」という名のアメ車ベースの霊柩車。
持霊は魑魅魍魎で、特製のエレキ琵琶と錫杖マイクを利用し、「JOH!仏〜SANKIEMON〜」「ちみ・ちみMORYO」「ちみ・ちみMORYO RE-MIX」などの技を使うが、巫力が高いシャーマンには全く効かない。「JOH!仏」「ちみ・ちみMORYO」は実際にCD化されている。
S.F第一次トーナメントでチョコラブに敗れ気絶したところをペヨーテによってカルロスとジョアンをO.Sさせられる。
その後はハオ一派を離脱し、ユニットを「さわやか坊主系フォークデュオ・ぼず」に改名宣言する。が、「今度はイロモノバンドじゃなくて実力で攻めたい」という二人の考えから、現在準備期間の模様。巫力は二人とも400と、ハオ一派の中では最弱であった。後にガンダーラへ。
アニメ第1作では原作とデザインが若干異なり、ユニット名もBōZではなく「善良（ぜんりょう）」になっていた。アニメ第2作では原作に準拠。
「JOH!仏」でオリコンチャート13位に入ったことがある。
米田 善（よねだ ぜん）
声 - 檜山修之 / 谷山紀章
BoZのメンバーの一人。1973年7月3日生まれの蟹座。趣味は作詞で好物は水沢釜あげうどん。芸名はしんじ。
杉本 良（すぎもと りょう）
声 - 小野坂昌也 / 鈴木達央
BoZのメンバーの一人。1971年7月1日生まれの蟹座。趣味はギターで好物は納豆。芸名はまこと。
魑魅魍魎（ちみもうりょう）
ボーズの持霊であり、己の元の形さえ忘れてしまった小鳥や虫の精霊を小石や木片にO.Sさせたもの。集団で威力を発揮する。霊力は一体に付き10と作品中に登場した霊の中では最弱クラスである。デザインの元ネタは映画『もののけ姫』に登場するコダマ（同じく『もののけ姫』のデイダラボッチがモデルのS.O.Fとほぼ同時に初登場している）。

### 月組
ハオ一派の中でも場外乱闘などで他の選手の魂を狩ったり、妨害をすることが主だったチーム。
原作ではトーナメント出場前にペヨーテと田村崎によってチーム全員が殺害されたために開戦前に脱落となった。後に潤によってターバイン以外のメンバーが蘇生され、最終的にはターバインも蘇生された。
アニメ第1作では本戦に参加できていた。
ターバイン / モハメド・タバルスィー
声 - 田中正彦 / 勝杏里
1971年2月24日生まれのうお座、血液型はB型。趣味はメール（相手はほぼ女性で、饒舌との噂も）、好物はシシカバブ（初期）、ゴルメサブズイ（後期）。中東出身。ペヨーテとは覆面仲間らしい。
元は中東の戦地を転々と渡り歩く傭兵。幼いころより銃を取り、強国に対する弱者のための戦いに自分の存在意義を見出してきたが、その生活は長くは続かず、湾岸戦争の際に、敵に追い詰められたところをハオに助けられる。なおこの時、後にX-LAWSのメンバーとなるブンスターと、敵同士で出会っていたという因縁があった。家宝のランプに宿る精霊ジンは代々ターバインの一族を守護しており、ターバインはお守りとしてランプを身に着けていたため、以降ジン共々シャーマン同士の戦いへと舞台を移すことになる。本人によると照れ屋なため、顔面をターバンなどで覆い隠している。しかし素顔はなかなかの男前。
ハオに対する忠誠心は強いものの、内心では彼が何を考えているのか理解できず、そのことを一度ペヨーテに漏らしたこともあった。そして後に真実を知ってしまったペヨーテが、仲間を殺害していく行為を止めようとするが、小山田カンパニーの田村崎に頭を拳銃で撃ち抜かれて死亡。頭部の損傷が激しすぎて蘇生が出来なかった。
持霊はランプの魔人のジン（霊力3,000）。必殺技は手の平にある媒介のランプから発射される「ビーム」。趣味はランプの中を磨くこと。ジンには日に限られた回数だけ願いごとをすることができ、願いごとは100%遂行する。ただし、ビームは回数に含まれないらしい。巫力6,500→4万2,000。
アニメ第1作ではジンは使わずビームのみ使用。原作と異なり瀕死の重傷から回復した蓮に倒された。
ザンチン / 范 斬陳（ハン ザンチン）
声 - 上田祐司 / 最上嗣生
1966年3月16日生まれのうお座、血液型はO型。趣味はカラオケ、好物は東坡肉。中国・上海出身。
上海の医師の家庭に生まれる。成績優秀であったが、自分の容姿に強いコンプレックスを持ち、見た目で決め付ける世界の変革のためにハオの仲間になる。性格はサディストに近いくらい陰険で残忍かつ暴力的。私服は人民服である。
ハオ一派の中でビッグガイ・ビルに次ぐ巨体を持つ。サティを1度は不意打ちで殺している。後にペヨーテによって殺害され、潤によって蘇生されるが、精神的に絶望している。
持霊はジャイアントパンダの凶凶（シオンシオン）（霊力540）。媒介はドラ。O.Sすると「ドラクマネコ」になる。好きな事はタイヤ遊び。持霊である凶凶とは、動物園で皆から好かれていたが脱走を図り、人を襲って殺されたという彼と皆の嫌われ者だが金の力で多くの自由を持っている自分のどちらがより不幸か物思いに耽っているうちに心の交流を果たした。巫力7,000→4万9,000。
アニメ第1作では、瀕死の重傷から回復した蓮に倒された。
ビッグガイ・ビル / ビル・バートン
声 - 園部好德 / 藤原貴弘
1967年4月5日生まれのおひつじ座、血液型はO型。趣味は日曜大工、好物はバニラアイス。アメリカ・デトロイト出身。独身。
チーム「月組」に所属する元アメフト選手。現役時代に事故で仲間を失い自分一人が生き残り、今は彼ら21人のチームメイツ（霊力合計2,210）を自分の持霊にしている。媒介はアメフト道具。仲間のなかで一番タフな男。その通り、ハオ一派の中で最も瀕死・死を経験していることで、膨大な巫力を得ている。
SF2次予選の時にX-LAWSによって重傷を負っていたところを葉たちに救出される。その恩として敵である彼らの手助けをした。そのときに1,500だった巫力が4万まで急上昇し、最終的には8万2,000にまで達している。また、ホロホロに目をかけていてICEMENの魂狩りの際にもわざと気絶させないようにしていたり、他の信奉者たちと違い、自分たちが戦っているのはあくまでもシャーマンであって人間ではないという考えを持っており、無闇に人間と戦うことは「趣旨がズレている」として、良しとはしない。
後にペヨーテによって殺害され、潤に蘇生されるが、精神的に絶望している。
必殺技は仲間と共に敵に向かって突進していく大技「ビッグタッチダウン」。アニメ第1作では敵を円状に囲み閉じ込める「スチールカーテン」という技も見せた。
アニメ第1作では終盤でアメフト選手を模した大型O.Sを使うも、ハオに与えられた強大な巫力を扱いきれず、蓮に新技・「ゴーストタッチダウン」を決めるが自滅した。

### その他（ハオ一派）
どこのチームにも属していないハオ一派のメンバー。S.F二次予戦で殺害されたり、チーム決めなどで人数が溢れ出して脱落になった。その後は場外乱闘で活躍しているものもいる。
ボリス・ツェペシュ＝ドラキュラ
声 - 石井康嗣 / 置鮎龍太郎
1971年5月11日生まれ、おうし座のB型。29歳。趣味はワインで好物はコルドンブルー。ルーマニア・トランシルヴァニア出身。自称ヴァンパイア。ドラキュラ伯爵のモデルといわれるヴラド・ツェペシュの子孫。本人曰く感情的になりやすい性格。また、ダマヤジのことは嫌っている。
持霊はヴァンパイアハンターのブラムロ（声 - 清水敏孝〈アニメ第1作〉、霊力420）及び祖先の霊が変化したコウモリの精霊（霊力1,600）。媒介は血。ブラムロは生前にツェペシュ家を吸血鬼と見なして迫害したものの、逆に自我を失うほどの凄惨な拷問を受けて死亡。後にボリスの持霊となるも最終的に自我を取り戻し、彼の死後は成仏した。
竜に敗北した直後、横から介入してきたマルコのミカエルに殺される。
アニメ第1作では原作と比べると冷静な印象を受け、幼少期にブラムロによって両親を殺害されたことが明かされている。蓮に敗北後、葉をX-LAWSから庇い死亡。また、原作と異なりブラムロは自身の行為への罪悪感から自ら進んでツェペシュ家の持霊となった過去を持つ。巫力3,000。
山田 光司（やまだ こうじ） / ダマヤジ
声 - 坂口候一 / 高口公介
1960年10月31日生まれ、さそり座のB型。40歳。趣味は模型で好物はカニ。札幌出身。
ドラキュラのような風貌の中年の男。キャラが被っていたという理不尽すぎる理由で、不憫にも仲間のボリスに殺されてしまう。
アニメ第1作では神父に変装し、原作よりは活躍したがボリスに殺される。原作での持霊はタラバガニの精霊（霊力320）で媒介はカメラだったが、アニメ第1作では大百足・XMA-2001を使っていた。巫力2,000。
ブロッケン・マイヤー
声 - 吉野裕行（アニメ第2作）
1959年8月30日生まれ、おとめ座のB型。趣味はブロック遊び、好物はクロックムッシュ。デンマーク・コペンハーゲン出身。
ビッグガイ・ビルの肩の上によく座っているマントを被った小柄な男。人間時代は細身でネズミのような前歯が特徴だった。かつて巫力を上げるために自ら四肢を破壊し、16万という莫大な巫力を手にしている（最終的には18万に達している）。現在はO.Sで操るブロックを身体にすることによって身体を維持する。
ハオの育ての親であり、現生ハオの最初の家臣。かつて患っていた遺伝的な病の治療のために日本に滞在しながら、生まれ持ったシャーマン能力とネズミの霊を利用して相場師として莫大な利益を得ていた。そのため15年前に葉の双子の兄として転生したハオの育ての親としてS.O.F.に選ばれた。超・占事略決で病気を克服した後に、巫力を上げるために四肢を破壊した。実質、ハオに都合よく利用されているだけであり、霊視能力すら知らされていなかった。
自らの資産でブロックの工場を買い取って「HAO」印のブロックを大量生産しており、仲間内においてもアクセサリーなどに利用されている。
ホロホロと一度戦うも、ホロホロの巫力を超えた知略により敗北。その後、満純率いる部隊を待ち構えた海岸にてペヨーテと田村崎に敗れたメンバーの中で唯一生き残った。その後、幹久に回収されて、麻倉家と道家の家族会議にハオの秘密を知る者として提出される。
最終決戦時には、敵ながらも自身が育てた現在のハオの実父である幹久とそれなりに意気投合したようであり、二人でB.B.Q.用の海鮮食材の釣りをやっていた。また、育ての親である自分自身さえもハオにとって捨て駒に過ぎないことも薄々は感づいていたようである。そのため唯一精神的に安定だったが、それでもハオのことを気にかけていた。
持霊はネズミの精霊ブロックス。大量におり、霊力は合計3,020。ネズミの小骨が仕込まれたブロックの一つ一つに一匹ずつ憑依してO.Sし、ブロッケンの指示で曲芸の如くブロックをあらゆる形に組み上げる「組換自在塊（DIE・BLOOK）」を使う。
アニメ第1作ではハオ組の中で唯一セリフがなく、瀕死の重傷から回復した蓮に倒された。
アナホル・ポッキ
声 - 遊佐浩二（アニメ第2作）
1968年8月4日生まれ、しし座のO型。趣味は予定表作り、好物はリンゴ。エジプト・ギーザ出身。
ナイルズのリーダーであるアナテルの弟。外見は兄と瓜二つだが、弟の方が鼻が少し低い。アナテルによると宇宙一兄思いの弟。
S.F不参加で、後入りメンバー。もともとナイルズの応援に来ていたが、兄が惨殺されたことでメイデンとX-LAWSを激しく憎み復讐者となる。X-LAWSを探っていたところでハオの目に止まり仲間に引き入れられ、超・占事略決により兄を超える力を得てメイデンたちを一度殺害した。ハオに従っていたが、あくまで復讐が最大の目的であったためハオへの信奉度は仲間達ほど高くない。
その後、成り行きに流されたまま、アンナの尻に敷かれてこき使われ続け、自分自身も、メイデンへの復讐の目的も見失っていき、葉らの思想に感化されかけていく。終盤では五大精霊を届けるためにアンナやまん太たちをスフィンクスでムー大陸に連れて行く。巫力1,000→10万。
持霊は精霊化した古代エジプトの王女アムネリス（霊力5,000）。精霊化しているため、当時神聖視されていた猫の姿へと変化している。媒介は鞭。割と毒舌でアナホルにも容赦が無い。変化を得意とし、O.Sすることでスフィンクス・バステト女神などの姿を取る。作中ではスフィンクスの形態のみ登場するが、眼からビーム、翼による飛行等多彩な能力を見せる。ムー大陸へ向かった時のシュノーケルを付けた水中移動形態のデザインのモデルはホワイトベース。
アシル
声 - 宮田幸季
アニメ第1作オリジナルキャラクター。おかっぱにフリルの付いた袖と、少々変わったいでたちをしている。メンバーの中ではハオに異常なまでに信奉しており、ハオと葉との強いつながりに嫉妬し、常に葉を敵視していた。
二次予選の際に葉の元にビッグガイ・ビルと共に向かうが、X-LAWSにより処刑され死亡。
持霊は雲外鏡・ジークフリートでO.Sは土で作られる巨人。なお、媒介は土のため、周囲の地面の土がある限り何度でもO.Sが行える。

## ガンダーラ
三大勢力の中のひとつで、仏教に属するシャーマンで構成されている。チーム全員が仏教系の神クラスの霊を所持しており、全員が巫力無効化を行うことができる。中心人物であるサティのもとに十人のメンバーが集まっており、これは釈迦とその十大弟子を表している。ハオを含めた全ての者を漏れなく救うという信念の元、五大精霊を持霊とする「五人の戦士」を計画する。基本的にハオ一派より強い最強勢力だが（作者コメント済）、殺生戒があり、またハオらも救済の対象としているため行動に制限がある。作中後半に登場したため、三大勢力で唯一アニメ第1作未登場であったが、第2作の2021年版では登場する。リーダーの名前がサティであることから「サティ」繋がりで各メンバーの名前は全てスーパーの名前に由来する。

### 如来
リーダーサティが所属するガンダーラのトップチーム。haiti800に勝利するが後に五人の戦士の所属するチームに二次トーナメント出場権を譲ってS.F.を辞退した。
サティ・サイガン
声 - 小松由佳 / 三石琴乃
1963年12月31日生まれ、山羊座のA型。日本・東京出身。趣味は旅行。
ガンダーラ及びその所属チームである如来のリーダー。神クラスのシャーマンであり、さらには死者蘇生の能力も持つ。巫力はハオに次ぎ、持霊の霊力はS.F.参加者中最大である。2001年の本戦中で37歳だが、かなり若々しい。本人はシャーマンキングになるのではなく、ハオ打倒を目的にS.F.に参戦した。今とは違い、昔はお転婆だったらしい。
葉たちにハオ打倒の可能性を感じ、「五人の戦士」計画を実行し、葉たちを地獄で修行させた。葉を蘇生させる前にハオ一派のザンチンによって殺害されるが、ファウストに蘇生される。その後にチーム「明王」と共にG.S内に眠る五大精霊を奪取すべく地獄へ向かい、地獄にてS.O.E.（スピリット・オブ・アース）を手に入れるべく、閻魔大王に挑む。
完全版および公式ガイドブック『マンタリテ』にて、彼女は『仏ゾーン』の西岸サチの成長した姿であり、さらに持霊ダイニチがセンジュであることも判明した。かつて本誌に掲載されたゲームの広告内でセンジュに対し「随分たくましくなったのね」と発言していたこともあった。
持霊はダイニチ（仏ゾーンの主人公センジュが悟りを開き如来となった姿。霊力70万）で、通常時は少年の姿であるが、O.S.時は大仏の姿になる。媒介は腕釧。巫力70万→75万。
『マンタリテ』では、たまに仲間たちにカレーを作ってあげるが甘口すぎて幼いコメリ以外には不評だということが判明した。
コメリ
1994年2月1日生まれ、水瓶座のB型。インド・ニューデリー出身。趣味はビーズ細工、好物はグラブジャムン。
チーム「如来」の一員。ガンダーラチームの中では最年少で、幼いながらもかなりの実力の持ち主。サティの後継者として日夜修行中。
持霊はバトウ（霊力65万）で媒介は宝剣。巫力50万→55万。バトウは元は修行中のサティの持ち霊だった。
大栄（ダイエイ）
1923年10月6日生まれ、天秤座のO型。中国・青海省出身。趣味は写経で、好物は豆腐料理。
チーム「如来」の一員。チームメイトのコメリとは逆に、ガンダーラ最年長である。サティを「姫」と呼び慕うが、サティは彼の厳しい鍛錬を怠らない求道心を尊敬している。葉が地獄で修行している間、ザンチンたちにより殺害されるが後に復活。
持霊はジゾウ（霊力65万）で媒介は払子。巫力50万→50万500。

### 明王
戦い専門の武闘派集団。THE蓮に敗れる。
寂尊（ジャクソン）
声 - 佐藤健輔（アニメ第2作）
中国・河南省出身。1970年8月29日生まれ、乙女座のA型。趣味は太極拳で、好物は甘栗。
チーム「明王」のリーダー。元・香港黒社会の殺し屋。性格は気性が激しく短気（本人曰く、普段の生活は穏やからしい）。普段はサティのボディーガードだったり学校で太極拳を教えたりしている。サティに対する忠誠心は厚く、それゆえに無様な姿を見せれば仲間であるヤイナゲであろうとO.Sを叩き斬り殴り飛ばすなど容赦がない。後に地獄でイザナミからS.O.T（スピリット・オブ・サンダー）を奪取する。巫力56万→56万5,000。
持霊はフドウ（霊力40万）で媒介は独鈷杵。右手に精神を攻撃する「三鈷剣」、左手に魂をサーチし捉える「羂索」を持つ。強大な力を抑えるために童子の姿をとることもある。
ヤイナゲ
声 - 宮園拓夢（アニメ第2作）
インド・パンジャーブ出身。1963年10月29日生まれ、蠍座のB型。趣味はバードウォッチングで、好物はカッテージチーズ。
チーム「明王」の一員。元々ヨーガ行者の修行僧で褐色で痩身で、頭の赤い三本模様と目を閉じた姿が印象的。本人によると「チームで一番弱い」。温厚で思慮深い性格でチームで一番しっかりもので、寂尊とカドゥのオラクルベルを管理している。
後に地獄でアヌビスからS.O.R（スピリット・オブ・レイン）を奪取する。巫力50万→50万2,000。
持霊はグンダリ（霊力40万）で媒介は五鈷杵。六つある手による掌撃で攻撃する。ヤイナゲの師匠でもある。
カドゥ
声 - 高口公介（アニメ第2作）
インド・ニューデリー出身。1953年12月12日生まれ、射手座のB型。趣味はダンス、ケータイいじりで、好物はチキンマライカバブ。
チーム「明王」の一員。アロハシャツを着た、少し太めの陽気な男性（ラジニカーント似）。
クシャトリア階級の名家出身の貿易商にして、インド王族が食べる真のカレーを扱う専門店の店主も務める大富豪（それだけにサティが作る激甘カレーをカレーとは認められない模様）。店に来店したサティを妻にしようと熱烈に求婚した事がある。後に地獄でメフィストフェレスからS.O.W（スピリット・オブ・ウインド）を奪取する。巫力53万→54万。
持霊はアイゼン（霊力40万）で媒介は携帯電話の愛のメモリー。魂をサーチし標的を追う「愛の矢」を使う。技を出す時に気持ちを入れる為に踊っている。

### 天
天部の多様な特殊能力を駆使して様々なサポートを行うチーム。COWBOYSに勝利するが後に「五人の戦士計画」のために「如来」と共にS.F.を辞退する。元々第208廻の最初に出た残存選手一覧や、ジャンプフェスタやアニメイトで販売された下敷きの裏に描かれたトーナメント表ではマミ、清鏡、イオン・リーが「天」のメンバーでサミとオーザムがトーナメントに出ていない「菩薩」のメンバーになっていたが、『最終公式ガイドブックマンタリテ』ではサミ、マミ、オーザムが「天」のメンバーで清鏡とイオン・リーがトーナメントに出ない「菩薩」のメンバーということになっている。
戸田 久美（とだ ひさみ） / サミ
1980年2月23日生まれの魚座。福岡県出身。
眼鏡をかけた長髪、おかっぱ頭の女性。元作家志望だったが、インド旅行の際事故に遭った所をガンダーラに助けられたことがきっかけで以後そのメンバーに加入。ガンダーラの学園では日本語を教えている。
持霊は八部衆でマミと二人で一体のアシュラ（霊力40万）をO.Sし、残りの八部衆の一体を状況に合わせて武器型にO.Sし阿修羅に持たせて戦うという変則的戦術の使い手。媒介は日輪。巫力25万→26万。
的場 真美（まとば まみ） / マミ
1983年4月9日生まれの牡羊座。岐阜県出身。
黒髪短髪で顔のそばかすが特徴的な女性。元ソプラノ歌手志望だったがサミと同じくインドでの事故がきっかけでガンダーラに加入。ガンダーラの学園では音楽を教えている。
持霊はサミと同じく八部衆で媒介は月輪。巫力25万→26万。
鬼道村 修（きどむら おさむ） / オーザム
1975年11月3日生まれの蠍座。千葉県出身。
常に仮面を被っている長髪、半裸で寡黙な巨漢。幽系レスラーを名乗るプロレスラーで職人肌のマスクマン。ガンダーラの学園で守衛や体育教師をしたり、時々日本でリングに上がっている。
持霊は一対のニオウ（霊力各25万）で媒介は二本の金剛杵。巫力50万→52万。

### 菩薩
広報担当。人数が一人足らずトーナメントには出られなかった。グループ名は「菩薩」だが持霊は二人とも天部である。
清鏡（セイキョウ）
1971年2月8日生まれの水瓶座。台湾・台北出身。
剃髪した武道家風の青年。日系台湾人で父方は代々日本で住職をしている家系。幻影を使った隠密活動が得意。ガンダーラのサイト管理を担当。
持霊はマリシテン（霊力40万）で媒介は鏡。巫力50万→50万1,000。
イオン・リー
1960年10月30日生まれの蠍座。香港出身。
黒スーツに身を包んだ青年。元広告代理店の社員で108匹の犬を飼う愛犬家。象の手配を行う。
持霊は十二神将の戌神シャトラ（招杜羅大将、霊力40万）で媒介はネクタイ。巫力50万→50万1,000。

## 麻倉家・ふんばり温泉関係者
麻倉 葉明（あさくら ようめい）
声 - 青野武 / 中博史
1919年7月2日生まれ、かに座のO型。出雲市出身。
葉の祖父で陰陽師。現在の麻倉家当主であり、孫の葉を大事に鍛え育ててきた。小柄だが、実はバイクの運転ができる。一見厳格そうに見えるが、若いころは持霊を使ってかわいい女子に悪戯をしていたらしく、また木乃に不用意な発言を言って、杖で攻撃されるといったユーモラスな面も持つ。髪は本人曰く尾翼カットで、禿げているため、ロンゲインで育毛中らしい（マンキンブックによればサイドの髪に注目らしい）。
一時帰郷した葉に巫力を上げるための試練を与え、彼のO.Sを進化させることに成功させた。また、シャーマンとしての修行をさせて欲しいとしつこく粘り続けた竜の願いも聞き届け、荒い修行方法で彼を葉たちにも引けをとらないほどのシャーマンへと鍛え上げた。
持霊は無数の小鬼（土地の精霊、霊力各100）。木の葉を媒介にO.Sさせ式神として使役する。巫力4,400。
麻倉 木乃（あさくら きの）
声 - 京田尚子
1924年3月24日生まれ、おひつじ座のA型。好物はホタテ。青森県出身。
葉の祖母。青森の恐山に住んでおり、アンナをイタコとして育てた。戦争で眼が見えなくなった後にイタコとなり、その能力を認められ麻倉へ嫁いだ。アンナに対する自責の念は強い。
葉明によると、アンナの性格は木乃譲りらしく、実際かなりの毒舌である。巫力2,000。
麻倉 幹久（あさくら みきひさ）
声 - 堀内賢雄
1958年10月9日生まれ、てんびん座のA型。趣味はギターと山登りで好物は焼き鳥。広島県出身。
葉の父で修験者。チョモランマを酸素マスクなしで制覇した。誕生花はトリトマで花言葉は「恋する辛さ」。無職である。
ハオの転生を阻止せんがために、子供が双子として生まれた日に我が子を2人まとめて殺すことに同意。しかし、出産と同時に正体を現したハオを始末できなかったことに責任を感じたため、葉明を庇って火傷を負った顔を常に仮面で覆い隠している。また、その事件がきっかけで修験者となって修行していた。ミッキー麻倉の名で、親友のミュンツァーの遺児であるルドセブとセイラームとチームを組み、S.F.にも参加。
ムコ養子で元の姓は「真木」。元は売れないミュージシャンゆえに時折修験者らしからぬノリを見せる。番外編でたった一回の「?」により、麻倉家に巻き込まれたことが語られる。物語後半ではパンツ一丁の姿でいたため、花組に変態扱いされていた。
修験者としての厳しい修行を積み、また後に超・占事略決の力も学んだためシャーマンとしての実力は高く、巫力も6万9,000と高い。幹久の本気のO.Sはバケモノの如く強いらしく（チョコラブ・ホロホロ談）、実際に蓮だけでなく、その父親である円も惨敗を喫している。
持霊は護法山神である狐の精霊イマリ（霊力1万）と狸の精霊シガラキ（霊力1万）で媒介は両者とも小石及び人形（ヒトガタ）。ポンチ・コンチと同じく狐と狸の霊だが、本人たちは同格扱いされることをものすごく嫌がるらしい。後にセイラームの持霊になる。
S.F終了後から7年後には死亡している。単行本では死因がパチンコ帰りに轢き逃げに遭ったことで、その後霊の状態で失踪中であること、完全版ではふんばり温泉の押入に隠れ住み、ルドセブの持霊となっていることが明らかになる。
麻倉 茎子（あさくら けいこ）
声 - 土井美加
1960年2月18日生まれ、みずがめ座のA型。趣味はママさんバレー、好物はウニ丼。出雲市出身。
葉の母。普段はパートで巫女の仕事をしている。40代だが、外見は若々しい。東京へ飛び出した時はOLをしていた。麻倉の使者として単身で道家に出向くこともあり、とても肝が据わっており、また責任感に富んだ女性でもある。一応、現在のハオの母にあたり、内心ではそのことで複雑に思っている部分もある。後に幹久が轢き逃げで死亡した後、理由は不明だが激昂し、強制的に呼び寄せることも蘇生もしなかった。
持霊は天手力雄神（アメノタヂカラオ）。巫力1,800。
マタムネ
声 - 田中秀幸
趣味は読書で好物はマタタビ。京都出身。
本編の数年前、葉がアンナに会うために青森へ行く時、旅を共にした猫の精霊（猫又）。一人称は「小生」。生前は霊能力を持った猫で、1,000年前にハオ（麻倉葉王）に拾われハオの愛猫として共に暮らし、死後も霊となって麻倉家に仕えていた。ハオに拾われ共に暮らしたことで、誰よりもハオに対し尊敬と感謝の念を抱いている。
実はハオが熊の爪を媒介に具現化した1,000年続くO.Sであり、普通に物に触ることができる他、超・占事略決の陰陽術「巫門御霊会」によりキセルを媒介に本体のO.Sを形作る巫力を消費して巨大な刀のO.S「鬼殺し（おにごろし）」を作り出し、刺した霊を骨を残して消滅させ「剋殺」することができる。500年前のS.Fに葉賢の持霊として参加しハオを倒したが、大切なハオを守れなかったことを今も悔やみ続けている。
青森の恐山での戦いにおいて、アンナが具現化させた大鬼を倒すべく残された全ての巫力を「鬼殺し」に注ぎ、葉と憑依合体して「鬼殺し」と三日月状に相手を切り付ける超・占事略決の技「三日月ノ祓（みかづきのはらえ）」を使い大鬼を倒し、満足して成仏した。残されたマタムネの媒介である熊の爪の首飾りは、現在も葉が形見として肌身離さず身に付けている。
現代のS.F.においては、参戦こそしていないものの一部の者と連絡をとっているらしく、グレート・スピリッツ内のコミューン間を列車に乗って自在に移動しながらホロホロ・蓮が修行のために地獄に送られた際には道案内をした。最終廻のラストシーンにてノラ姿でハオと再会した。霊力20万。
ゲームなどでも重要な役割を持っていることが多い。
麻倉 葉賢（あさくら ようけん）
声 - 三木眞一郎（アニメ第2作）
1476年5月8日生まれ、おうし座のA型。25歳。趣味はキノコ狩りで好物は山菜。出雲出身。
葉の先祖。500年前マタムネと共にハオを倒した修験者。しかし、先祖であるハオを殺した自責感に囚われたため、自らもまたハオの遺した呪詛により死亡した後は自分が死んだことにも気が付かぬままG.Sの地獄のコミューンで延々と戦いを続けており、子孫である葉と戦った。葉との戦いを経て正気に戻った後は、地獄での修行を終え蘇生された葉と共に現世に戻り、霊としてハオを倒すために協力する。
持霊は人造霊である式神剣鎧童子（けんがいどうじ）と、神に匹敵する力を持った大天狗（霊力38万）で媒介は錫杖と人形（ヒトガタ）。生前持霊であったマタムネの使う「鬼殺し」の具現化も可能。霊力5万5,000。
玉村 たまお（たまむら たまお）
声 - 水樹奈々
1988年6月17日生まれ、ふたご座のA型。趣味は掃除、洗濯、料理で好物はふろふき大根。埼玉県出身。
幹久の弟子で修験者見習い。4歳のころから麻倉家に仕え、日々修業に励んでいる努力家。
かなりの恥ずかしがり屋で人前に出るのが苦手なため、時折占いに使うスケッチブック（スケブ）を使って会話してしまうことも（この際、十円玉で文字をなぞるが、指の動きは尋常ではない）。密かに葉に想いを寄せている。
持霊はポンチとコンチ。媒介はプランシェット。O.Sさせることで、盾の役割を果たす「エンジェル様（ポンチ）」と、弓矢の役割を果たす「キューピッドさん（コンチ）」の2種のO.Sを使い分ける。巫力1,500。出会いは麻倉家に奉公に来た初日にお手洗いで出会ったらしいが、たまおは何かされた気もするが覚えていないらしい。
二匹とも酷い性格でほとんど言うことを聞かない上に、周囲に下品な悪戯ばかりしているため、とても苦労している。コックリさんを得意とするが、たまに持霊たちが悪戯して外してしまう。
後に平和のために世界を回る葉たちの息子である花を預かり育て、またアンナの代理としてふんばり温泉の留守を守っている。高校時代は花組があまりにも言うことを聞かないことにブチ切れ、今まで抑えていたものが解放され春雨を手に地元の不良をまとめ上げ、3年で西東京を制覇。それから葉賢とサティに鍛えられて神クラスのシャーマンとなり、葉賢から受け継いだ大天狗を持霊としている。さらに花組と共に出雲の麻倉家を訪れ、茎子から礼儀作法や教養などを徹底的に叩き込まれたことにより、どんな仕事も完璧にこなすスーパー女将（代行）に成長。花や竜、そして温泉の仲居となった花組を心底恐怖させるほどの人物となったが、竜のことは割と頼りにしているようである。他にも「のったれ玉神輿!」という曲を歌う演歌歌手としても活動する一面も。
ポンチ
声 - 堀内賢雄 / 宮園拓夢
麻倉家に仕えて400年の巨大な金玉を持つ下品な狸の精霊。埼玉県出身。趣味は下着ドロで好物はチョコ。霊力1,000。当初はコンチ共々下半身には何も履いていなかったが、マタムネとの初対面で彼にその格好を嫌悪され、挙句一蹴されて以降は二匹とも褌を着用している。マンキンブックによれば、死因は犬に喰われた事らしい。なお、ポンチ曰く玉袋はシルバの四畳半アパートなら余裕らしく、包がいがあればもっと広がるらしい。
コンチ
声 - 柏倉つとむ / 観世智顕
麻倉家に仕えて400年のスケベでお調子者の狐の精霊。埼玉県出身。趣味はのぞきで好物は飴。霊力1,000。ポンチ同様死因は犬に喰われた事らしい。

麻倉 花（あさくら はな）
声 - 日笠陽子（アニメ『FLOWERS』）
葉とアンナの息子。血液型はA型。趣味は散歩で好物はカレーパン。
シャーマンファイト終了後、葉が16歳の時に生まれ、旅に出た両親に代わりたまおに厳しく育てられる。型にはめられることを嫌がる性質で、一流公立小学校入学への受験勉強はあまり好きではないが、まん太とのネットを通じての通信教育に関しては欠かさずに受けている。物心つく前に姿を消した実父の葉との再会時には、股間に「おかえりキック」を喰らわせた。
実の両親は不在であったものの、自然にシャーマン能力を身に付けてしまい、6歳の時点でO.Sを会得している。ただし、シャーマン能力を使って騒動を引き起こしてしまうこともしばしばある。
竜を連れ、葉とアンナのかつての仲間たちを招集するため諸国を廻る旅に出る。赤マルジャンプにて数話掲載。その後単行本最終巻や完全版に収録された。
持霊は父から受け継いだ阿弥陀丸で、フツノミタマの剣を媒介にO.S「鬼兜（おにかぶと）」を使う。「花」という名前や服装、O.Sのデザインに至るまで皆両親のものを掛け合わせたものになっている。
本編の続編『シャーマンキングFLOWERS』では主人公を務める。
犬神 メリル（いぬがみ メリル）
ゲームオリジナルキャラクター。海外版PlayStation 2用ソフト『Shaman King: Power of Spirit』（日本未発売）に登場。欧米では「Meril Inugami」と表記されている。

## THE蓮関係者

### 道家
道 潤（タオ ジュン）
声 - 根谷美智子
1981年10月10日生まれ、てんびん座のA型。趣味はショッピングで好物は麻花。貴州省出身。
蓮の姉。蓮の教育係として身の回りの世話をしてきた。キョンシーを操る道士でもある。持霊は李白竜。最初は白竜を道具扱いし、呪符を使って完全に支配していたが、葉との戦いを通して人間らしい感情が蘇り、霊は道具ではなく大切なパートナーであると理解するようになる。その後は、怒りを捨て去った白竜が自分の意思で戦闘の矢面に立つようになったため、呪符を駆使したサポート役として立ち回る。本来は弟想いの優しい姉だが、怒ると手に負えなくなる（しかしそれすらも魅力的とのこと）。S.F.の最終決戦にて、蓮の元に駆けつけた際には、彼の成長を見て、道家の誇りと称しながら涙を流した。
S.F.終了後は、蓮の設立した会社の社長代理をしていた。
キョンシーを使役するだけあって、人体の構造に詳しく、円にバラバラにされた白竜の修復や腕の改造、さらにその後、ガンダーラのサティの下で修行したことで、蘇生術も習得した。巫力 1,200→1万。
『レッドクリムゾン』では主人公を務め、道家を害する東家との抗争の末、相棒である白竜を喪失。その後は珍から四凶を引き継ぐ。
李 白竜（リー パイロン）
声 - 神奈延年 / 櫻井トオル
1948年11月29日生まれ、射手座のA型。享年30。趣味は技開発で好物は小籠包。香港出身。
潤の持霊でキョンシー。生前はカンフー映画俳優で、独自に生み出した武術・導弾道（ダオダンドウ）を駆使する格闘家。
しかし潤への誕生日プレゼントにするという理由で珍に射殺され、意識を封じられたまま潤の持霊にされた。葉との戦いで札が切られたことにより自我を取り戻すも、最初は理不尽に己の人生を奪った道家を憎み主人である潤を攻撃しようとする。その後、アンナの口寄せによってこの世に現れた師・沙問の導きで理性を取り戻し、以降は自分の体で導弾道を極めることを選び、怒りを捨て去り、操られることなく自分自身の意思で引き続き潤の持霊になる。霊力450。
道城で潤が監禁された時に円により体をバラバラにされるが、潤により肉体の一部を機械化されたうえで修復された（アニメ第1作ではバラバラにされずに洗脳され、最終的にはO.Sの媒介にされていた）。花組との戦いで、カンナの持霊アシュクロフトと対峙するが彼の「スモーキー媒介」を破ることができず敗北する。
外伝『レッドクリムゾン』にて、刑天との戦いの末に肉体が限界を迎え崩壊。潤との憑依合体で最後まで戦い抜いた末に姿を消す。

道 円（タオ エン）
声 - 江原正士 / 手塚秀彰
1956年11月30日生まれ、射手座のA型。趣味は子育てで好物はセミ。貴州省出身。円曰く、道家の家訓は｢健康第一｣。妻の蘭曰く、頑固で無愛想だが可愛い所があり、セミを貪る姿がワイルドで素敵らしい。
蓮の父。蓮が葉と出会いその後対峙するまで、巨大なO.S・「大道王（だいどうおう）」でずっと姿を偽っていた。永きに渡る道家の悲劇の歴史を祖先の霊たちから聞かされたため、道家以外の者を信じず道家の正義のみを重んじ続け、遂には蓮や潤の子供たちを始めとする自分以外の全てにまで心を閉ざしてしまっていたが、蓮達との戦いの果てに改心する。自分が媒介として使用していた宝雷剣は蓮に託した。
麻倉家の超・占事略決の提供に反対し、幹久に挑むものの、惨敗を喫してしまう。後にシャーマンキングとなったハオと戦う蓮の元に駆けつけ、彼の成長を再確認した際には、感動のあまりに涙まで流していた。
大量の道家の先祖の霊（霊力合計3,800）を持霊としており、全身に位牌を鎧のように纏っている。大道王の他に、巨大な竜の姿のO.S・「大道龍（だいどうりゅう）」も持つ。トンガリは口髭になっている。巫力2万。「タオエン」という名前の由来およびO.S大道王のデザイン上のモチーフは∀ガンダムである。
道 蘭（タオ ラン）
声 - さとうあい / 木下紗華
蓮の母。1960年4月12日生まれ、牡牛座のB型。趣味は皿で好物は東安子鶏。貴州省出身。
蓮の母。円との戦いの後、葉たちをもてなしてくれた。普段から笑っていることが多いが、道家の一員だけあって、真剣な場面においては鋭い目つきになる。高飛車な一面も。巫力2,800。
持霊は二人の美形キョンシー・恭（中の魂は南北朝時代の北斉の将軍の霊、霊力1,600）と周（中の魂は後漢末の時代の呉の軍師の霊、霊力1,550）。
道 珍（タオ チン）
声 - 柴田秀勝
1926年1月8日生まれ、山羊座のA型。趣味は壷で好物は腊味合蒸。
蓮の祖父。何かあると、すぐに銃を構える癖があるようで、蓮には全く通用しない。道家伝統のトンガリはヒゲに表れている。巫力4,500。
持霊は四凶（キュウキ、コントン、トウテツ、トウコツで、その内のキュウキは霊力5,000）で、媒介はグリップに舜帝の姿が刻まれた中国製ベレッタ。これらはF.O.M.に備え、白竜を失った潤に託されている。
「シャーマンキング0」では若い頃が描かれており、その姿は蓮とそっくりだった。本人によると、若かりし頃は色んな意味でトンガっていたらしい。
道 黽（タオ メン）
声 - 朴璐美（アニメ『FLOWERS』）
蓮とメイデンの間に生まれた息子（蓮21歳、メイデン17歳の時の子供）。見た目は蓮に似るが髪と眼の色は母譲りの銀髪赤眼。名前の「メン」という音は花と同じく両親の名前を合わせたもの。まだどう見ても赤ん坊であるが、二足歩行で歩いたり階段を降りるだけでなく、自分の手でものを食べられるなど、普通の赤ん坊に比べて成長が早い。また、ホロホロのことを「ばか」と称した。
7歳の時点で蓮以上に我が侭な性格になってしまい、将来を危惧したメイデンにより「庶民の生活を学び、我慢することを覚えなさい」と、ふんばり温泉にホームステイさせられる。しかし、蓮の会社で重役として働いているために多忙なはずのザンチン、ビル、ブロッケンの3人がお目付け役として一緒にいるのでホームステイの意味が無い（馬孫も含めるとお目付け役は実質4人）。その3人も金に糸目をつけず何でも黽の言うことを聞いてしまうため、黽の我が侭な性格が余計に増長されてしまっている。
シャーマンとしての能力や才能は両親が超一流なので高い。持霊は両親から受け継いだ馬孫とシャマシュ。7歳にして媒介の馬孫刀を振るい馬孫のO.S超馬龍（チャオマーロン）を使い、またシュマシュの断罪でポンチとコンチをミンチにした。
幻陰（ゲイン）
声 - 沢海陽子
アニメ第1作オリジナルキャラクター。蓮と潤を見下したような面がうかがえたものの、当初は道家に仕えていた。しかし2人が道家に反旗を翻し、呪縛から解放された後、今までの行いの意味を失い、道家の誇りを失った裏切り者として二人を恨む。
妹の黎冥、弟の鏡と共にチーム「狼煙（のろし）」としてシャーマンファイトに参戦、アニメ第1作でのTHE蓮の初戦相手となる。蓮との戦いの末、蓮が道家の誇りを失っていないことを知る。
持霊はくノ一のキョンシー・幽骸（ユウガイ / 声 - 林原めぐみ）。後にキョンシーを媒介にオーバーソウルを果たしている。
黎冥いわく彼氏いない歴28年、鏡によると明日結婚できても行き遅れらしい。
アメリカの翻訳版では蓮・潤とは従姉ということになっている。
黎冥（ソウメイ）
声 - 豊口めぐみ
アニメ第1作オリジナルキャラクター。幻陰の妹。チーム狼煙のメンバー。持霊はキョンシーのグライ。
鏡（キョウ）
声 - 石川寛美
アニメ第1作オリジナルキャラクター。幻陰の弟。チーム狼煙のメンバー。持霊はキョンシーのジャッキー。

#### その他のキョンシー
血たれパンダ（ちたれパンダ）
円のペットのパンダ。大道王に乗った状態の円がうっかり殺してしまい、それ以降はキョンシーとなっている。
五福星隊（ごふくせいたい）
優れた死体を改造して作られた最強のキョンシーたち。沙問こと壱上等（イチジョートー / 後述）、両腕が蛇の胴体の弐上等（ニジョートー / 声 - 吉野裕行〈アニメ第1作〉）、象の下半身を持った参上等（サンジョートー / 声 - 川原慶久 / 伊原正明）、両足がチーターで剣が武器の四上等（ヨンジョートー / 声 - 和田省 / 田邊幸輔）、両肩・両肘・両膝に重火器を仕込んだ五上等（ゴジョートー）の5名。蓮を救うために道家に突入した葉たちと対決して全滅。なお、アニメ第1作では彼らを含むキョンシーたちは破壊されると塵となって崩れる描写がなされていた。
沙問（シャモン）
声 - 緒方賢一（壱上等改造時 - 遠藤大智〈アニメ第2作〉）
1895年3月31日生まれ、おひつじ座のO型。96歳。白竜の師匠にして導弾道のルーツとなった「鋭銃拳（えいじゅうけん）」の達人。カンフーの名門超林寺の一派にして偉大なカンフーマスター。自我を取り戻し暴走した白竜を止めるためアンナにクチヨセで呼び出される。後に円によって洗脳され、武術を有効活用できる若い肉体をベースにしたキョンシー「五福星隊・壱上等」へと仕立て上げられる。潤が突貫で肉体を修復した白竜を同じ導弾道の技で追い詰めるも、最後は敗れ去った。
拷問兄弟（ごうもんきょうだい）
地下牢・龍曜の間（りゅうようのま）を司るキョンシーの兄弟。清の時代の牢役人兼処刑人を改造している。細身で木馬を持った兄・緊縛上等（きんばくじょうとう）（声 - 千葉進歩 / 宮園拓夢）と、巨漢で鉄球が武器の弟・体罰上等（たいばつじょうとう）（声 - 清水敏孝 / 最上嗣生）の2名。龍曜の間に閉じ込められていた潤を助けに来た葉と蓮に一蹴された。
アニメ第2作では、地下牢から脱出しようとした葉と蓮に襲い掛かるが、原作同様に返り討ちに遭った。

### 碓氷家
ピリカ / 碓氷 ピリカ（うすい ピリカ）
声 - 川上とも子 / 日高里菜
1987年2月9日生まれ、水瓶座のO型。趣味は木彫りの人形作りで好物はメロンパン。北海道出身。
ホロホロの妹。兄をシャーマンキングにするために、日々厳しい特訓をホロホロに課してきた。ブラコンの気がある。ホロホロの媒介であるイクパスイや戦闘服である装束は彼女の手作りである（実際のアイヌ文化では、女性がイクパスイに触れることはタブーとされる）。鈍いらしいが、アニメ第1作ではチョコラブのギャグに大笑いするため、アンナに「すごいわ…この子」と言われる。英語は苦手らしい。7年後には彼氏ができた模様。巫力1,000。
持霊はマリモ（アイヌ語でトーラサンペ）の精霊トララ（霊力280）で、ムックリの一部を媒介にO.Sし水を操ることが出来る。
リカン / 碓氷 リカン（うすい リカン）
1956年9月27日生まれ、天秤座のO型。趣味は民芸品作りで好物はキトピロ丼。北海道出身。
ホロホロの父。風貌からは予想できないがその正体はしがないサラリーマン。北海道のホテル「エメマリモ」に勤務している。「弱肉強食」をホロホロに教える厳しい人物だが、娘のピリカには弱い。ホロホロがビルとブロッケンに襲撃された際、ゴロロと共に現れたが、既にホロホロを一人前の男として認めている為に助けようとはせず、筏を造って帰ってしまった。しかし後に満純に捕まってしまう。巫力5,660。
持霊はコロポックルが突然変異で大きくなったゴロボックルのゴロロ。その風貌ゆえに他のコロポックルたちからは嫌われているが、マキリ（ナイフ）などのあらゆるアイヌの道具を媒介に自在にO.Sでき、また大きいだけあってその霊力も2,300と通常のコロポックルより高く、一撃でビルのO.Sを破りK.O.してしまった。また、ダム子をコロポックルとして鍛え上げたのも彼である。

## パッチ族
ゴルドバ
声 - 鈴木れい子
1921年10月1日生まれ。てんびん座のO型。好物は肉。
当代パッチ族酋長であり、S.F.の運営委員長を勤める老人。立場上S.F.に関わる者の中では最も地位のある存在だが、十祭司では無いため、シャーマンたちにすら開会式等といった最低限の機会にしかその姿を表さない。一応中立の立場をとっているが、本心ではハオのことを快く思っていない。十祭司を上回る能力の持ち主であり、「O.S先代パッチ族族長ビッグチーフ」は一撃でゴーレムを粉砕するほどの力を持つ。シャーマンキングとして目覚めたハオを見た瞬間リップ、ラップの魂が吸収されたのを見て葉たちに逃げろと警告するも直後にハオに魂を吸い取られる。
持霊は先代のパッチ族族長ビッグチーフ（霊力11万）で、媒介はパッチパイプ。
シルバ
声 - 緑川光
1971年9月16日生まれ。おとめ座のB型。趣味はアクセサリー作り。好物はラーメンライス。担当プラントは氷河。
葉、蓮、竜を担当した十祭司。長い黒髪をした青年。とても心優しい性格をしており、時には非情な裁定を下さなければならない十祭司としては少し情に流されやすい所がある。予選時の普段は、S.F.の運営費用と自身の生活費を稼ぐべく、アクセサリーの販売で生計を立てていた。
実は500年前パッチ族に転生したハオの子孫であり、500年前のハオとほとんど同じ外見をしている。そのためパッチ族の中でも特にハオを止める・倒すことへの意識が強く、ハオ打倒のために葉たちと情報を交換し協力し合うと共に、十祭司の使命から離れて残る五大精霊を盗もうとした。
しかしニクロムとマグナの密告によって捕まり、さらにはブロンとレニムによってパッチソングによる調教を受け、その後はそれまでの気さくな雰囲気は一切無く、責務を果たすためには手段を選ばない冷徹な性格となっている。プラントでの最後の戦いで成長した葉の実力を認めS.F.での最期のテストの合格を言い渡し死亡した。
持霊は指輪を位牌代わりにしている五体の精霊、羽飾りが媒介のハクトウワシのシルバーウィング（声 - 大倉正章 / 宮園拓夢）、蛇の顎の骨が媒介のサンゴヘビのシルバーロッド（声 - 小松由佳 / 宮園拓夢）、亀の甲羅の欠片が媒介のアナホリゴファーリクガメのシルバーシールド（声 - 川田紳司 / 宮園拓夢）、コヨーテの足が媒介のコヨーテのシルバーテイル（声 - 清水敏孝 / 宮園拓夢）、バッファローの角が媒介のアメリカバイソンのシルバーホーン（声 - 鈴森勘司 / 宮園拓夢）で、それらはシルバーアームズ（霊力合計8,030）と総称される。
O.Sは四肢と背に装備された鎧型をとるが、必殺技「トーテミック・ソウルブラスト」を放つための別形態、「トーテムポール砲」があり、五体の精霊の力を一つにした強力なO.S.である。巫力1万5,000（本戦トーナメント時）。
カリム
声 - 中田和宏 / 花輪英司
1971年4月24日生まれ。おうし座のA型。趣味はポスター集め。好物は回転寿司。担当プラントは高原。
ホロホロ、ICEMENを担当した十祭司。ハオの子孫ということで疎まれていたシルバの数少ない理解者であり、親友。多才で多方面に気が利き、パッチ族の誰からも好かれているが、モテないことを密かに気にしている。
予選時の資金稼ぎではシルバ同様アクセサリーの販売を行っていたが、顔が怖いために売れず、シルバのボロアパートに転がり込み共同生活をしていた。高原のプラントでホロホロと一騎討ちの末に彼の心を溶かし感謝を伝えられ、倒され死亡した。
持霊は牡牛の精霊ブラックシクル（霊力3,300）。媒介は鍬及びパッチバックル。O.S時はカリムの下半身に装着されることでケンタウロスのような姿となり、強力な体当たり攻撃を行う。巫力2,000（本戦トーナメント時）。
ラジム
声 - 清水敏孝 / 間宮康弘
1976年2月25日生まれ。うお座のB型。趣味は電気屋巡り。好物はクラブハウスサンド。担当プラントは湖。
S.F.本選の司会を務める十祭司。Mariachi、T-Productionを担当した。ハオの子孫ということで疎まれていたシルバの数少ない理解者であり、親友。人情派の性格だが司会だけあってよくしゃべり、パッチにとって余計な発言をすることも。マイクには超小型カメラ｢パッチDVカム｣がついている。伊達に選手以外で最も戦いを間近にする司会をやっておらず、驚異的な体術の使い手。ファウストを殺害するも、葉により倒され死亡した。
持霊はコシグロペリカンの精霊プラチナムソード（霊力2,900）。媒介はパッチマイク。そのO.Sはマイクの先端からライトセーバーやビームサーベルのような形状の剣を作り出す物で、パッチソングによって増大した巫力を一点に集中させることで葉の白鵠を一撃で叩き割るほどの威力を発揮した。酒好き。
ゲーム版ではそっくりさんが何人も登場するなど、特に目立っていた。巫力1,800（本戦トーナメント時）。
クロム
1975年7月13日生まれ。かに座のO型。24歳。趣味は歌と踊り。好物はジャンバラヤ。担当プラントは洞になるはずだった。
蓮、ファウストの参加試験を担当した十祭司だったが、参加試験時に蓮に殺されてしまう。
おおらかで優しい性格をしたシルバの親友。パッチ族の多くから尊敬や感心を集め、十祭司内ではまとめ役だった。ニクロムの兄で彼の親代わりでもある。巫力1,000。
持霊はバッタの精霊パープルキック（霊力1,400）。十祭司たちの持霊の中でも最強の脚力を誇る霊で、両足にO.Sすることで脚力を活かした強力な連続跳躍や蹴り技を得意とする。ただし参加試験では右腕にO.Sしていたため真の力は見せなかった。媒介はパッチアンク。
ニクロム
声 - 伊藤健太郎 / 観世智顕
1990年6月6日生まれのふたご座。趣味はジグソーパズル。好物はエビのグリッツ。担当プラントは洞。
蓮に殺された十祭司クロムの弟。クロムの死後、彼が抜けた穴を補うべく十祭司に選ばれた。月組、NILES、ファウストを担当した。マグナによって兄・クロムを殺害した蓮への恨みを揺さぶられ、復讐を果たすべくハオの仲間となる。
普段は冷静な皮肉屋を気取っているが、想定外の事態になると激昂して感情を爆発させる。兄の死で歪んでしまったが、元々の性格は物静かで勤勉。クロムによると蓮によく似ていたとのこと。
パッチ族としてハオのことを「裏切り者」として当初は嫌悪していた。また、シルバのことを「裏切り者の子孫」として見下していた。
持霊は蠍の精霊イエローウィップ（霊力1,100）。尾は伸縮自在かつ猛毒を持ち、この毒はニクロムが死なない限り消えない。音速で動く尾を鞭のように操り、連続攻撃で動けなくなった相手を毒を使った一撃で仕留める。媒介はパッチブレス。蓮との一騎討ちにおいて、兄の持霊だった精霊パープルキックによるオーバーソウルプラス（2種類のオーバーソウルを同時使用すること）で優勢に持ち込むが、蓮に敗北し死亡した。
アニメ第1作ではジンクと連携してシルバとカリムを追い詰めるが、「トーテムポール砲」の撃ち合いの末敗れた。
マグナ
声 - 山口恵（アニメ第2作）
1971年11月17日生まれ。さそり座のA型。趣味はクロスワードパズル。好物はバージニアハム。担当プラントは火山。
ハオに協力している十祭司の1人。星組、花組、MAGICALPRINCESSを担当した。ハオの強大な力に心酔しており、裏で十祭司の使命から離れてハオをシャーマンキングにするべく暗躍し、他の十祭司を何人かハオ一派の仲間に誘っている。プラント戦では蓮の新技によって死亡した。
持霊はフクロウの精霊マグネスコープ（霊力4,000）。フクロウの羽を媒介にしたO.Sを四肢に纏うことで、翼により飛行し、アイアンメイデンでさえ一瞬でひねり潰す鳥の脚の握力で戦う。基本的に死角からの攻撃を得意とし、巫力をステルス化しつつ闇に紛れて上空から獲物を狩るように敵を攻撃する。巫力2万（本戦トーナメント時）。
ブロン
声 - 斉藤次郎（アニメ第2作）
1973年5月14日生まれ。おうし座のO型。趣味はウサギ狩り。好物は餃子。担当プラントは谷。
ゴルドバの命により、レニムと共にシルバにパッチソングで調教を施した十祭司。リゼルグを含むX-LAWSを担当した。ハオの力に畏怖の念を持っていたが、職務と使命に忠実に公正に動いていた。自身もパッチソングにより蓮とホロホロを瞬く間に殺害する強力な攻撃力と、メイデンにより両腕を切られ両膝を砕かれてなお闘争心を失わない異常な精神力を得たが、最終的にリゼルグの技「火葬」で焼き殺される。
持霊は蜘蛛の精霊ブルーネット（霊力2,050）。パッチベルトを媒介に右腕にO.Sして打撃や糸の放出による遠距離攻撃を行ったり、蜘蛛糸を鳴子のように貼って敵を感知して絡め捕ったり、蜘蛛糸を足場にした立体的な戦法を得意とする。糸は強靭で葉の白鵠でも切るのは困難。全身にO.Sを施すと背中から三対の足が生える他、蜘蛛の足により強大な跳躍力を得ることもできる。
レニム
声 - 田島章寛（アニメ第2作）
1972年11月1日生まれ。さそり座のB型。趣味はジュエリー作り。好物は牛丼。担当プラントは樹林。
ゴルドバの命により、ブロンと共にシルバにパッチソングで調教を施した十祭司。haiti800、NAZCA、チョコラブを担当した。ハオの力を恐れてはいたが、マグナの誘いを受けても職務と使命を忠実に守った。自らのO.Sで最初から完全に隠れていることでプラントに入った面々の動揺を誘ったが、心の声が聞こえるオパチョには通用せず、心の声がやかましかったため怒りの一撃を受け死亡した。
持霊はカメレオンの精霊クリアコート（霊力1,800）。パッチピアスを媒介にしたO.Sを全身にスーツのように纏うことで光も音も匂いさえも消し去り、リゼルグのダウジングでも探知不能な、隠れることに特化した能力を持つ。気付かれない間に背後から忍び寄り必殺する暗殺者的な戦術に優れる。
ナマリ
声 - 梶川翔平（アニメ第2作）
1975年8月1日生まれ。しし座のB型。趣味は料理。好物は豆パン。担当プラントは砂漠。
ガンダーラ、土組を担当した十祭司。一見優しげな青年に見えるが、実際は計算高く抜け目ない性格。普段はレストランを経営している。
ハオの圧倒的な力に傾倒し仲間となっていたが、表面上は中立を装っていた。担当プラントである砂漠の環境を使った戦闘スタイルを組み立てるが、それ故に砂漠の環境では力を発揮できないホロホロと蓮を対象外にし己の実力を過信したため、ホロホロと蓮の連携に敗れ死亡する。
持霊はコブラの精霊レッドロープ（霊力2,400）で媒介はパッチパドル。砂中を自在に移動しながら舞うような攻撃で翻弄、毒での一撃必殺を狙う独特の戦い方をする。全力のO.Sでは手に装着した形になる。
タリム
声 - 沖野晃司（アニメ第2作）
1980年6月26日生まれ。かに座のO型。趣味は園芸。好物はドーナツ。担当プラントは海。
パッチ族が経営するコーヒーショップ“豆”の店長を務める十祭司。KABBALAHERS、COWBOYSを担当した。気が弱く、ハオが葉を連れて茶を飲みに来た時も、ハオの一挙手一投足に怖がっており、結局はタダでコーヒーを飲ませてしまっているヘタレな平和主義者。しかし、十祭司としての中立の立場を崩さず、また戦いにおいては弱者ゆえに観察力に優れ、相手の攻撃合わせて確実に戦う。プラント戦では多彩な攻撃で葉たちを苦しめるが風の力を操るチョコラブに敗れ死亡する。
持霊は無数の植物（ココヤシ、ハイビスカス、アサガオ、ザゼンソウ、クレマチス、ホウセンカ、マルギナトケレウス、ラフレシアなど）の精霊たちグリンシーズ（霊力合計4,700）。媒介は植物の種子。植物霊は巫力の燃費に優れ、相手の攻撃に合わせて様々な植物を適宜O.Sし戦う。
ラザホー
声 - 椎名へきる（アニメ第2作）
1983年12月8日生まれの射手座。
最後に登場した十祭司。担当プラントは宇宙。青い目をした美少女で十祭司の紅一点。ボリューミーな髪とグレイ柄の服が特徴。穏やかな性格でテレビを観るのが好き。持霊に様々な知識を授けられていて、頭脳面、技術面の何でも屋として周りから頼られており、ムー大陸の施設の調整や修復も行っている。
宇宙プラントでは宇宙人のグレイのような外見の甲縛式O.Sを常に宇宙服として身に纏い、小型UFOのO.Sの上に乗っている。最後の十祭司に相応しい実力で葉たち全員を一度に相手にしてなお圧倒するが、葉の巫力無効化に敗れた。S.F.の真の目的について知っている。
持霊は、謎の「来訪者」の精霊グレイソーサー（霊力4万）。S.F.が始まる以前に地球に墜落したUFOの乗員で、パッチ族と友好を結びオラクルベルなどの伝統工芸を始めとする様々な先進技術をもたらした（古代宇宙飛行士説）。死した今でもさらなる知識を求め、インターネット、テレビ、ラジオの視聴と毎日知識の更新で忙しい。パッチ食器を媒介にO.Sすることで重力や引力を自在に発生させる。
リップ、ラップ
1993年11月6日生まれ、さそり座のAB型。趣味は踊りで好物はウサギのシチュー。リップが姉、ラップが妹の双子の姉妹。まだ小さな子供で、シャーマンファイトのことについてよく分かっていない。ゴルドバのもとでS.Fを見守っている。
実はシャーマンキングをG.Sの元へ導く精霊の巫女だった。ハオと共に宇宙プラントを通った際に、サボテンを媒介にしたO.Sで身を包んでいた。訛りがキツイ。葉たちとハオの最終決戦の後ゴルドバと十祭司はハオと共にG.S内に残ったが、この2人だけは蘇生された。巫力はそれぞれ200。
アルミ・ニウムバーチ
声 - 上坂すみれ（アニメ『FLOWERS』）
別名は三代目イタコのアンナ。シルバの娘にしてL.A在住の初代アンナ（仏ゾーンに登場したアンナ）の一番弟子。500年前のハオの血とパッチの伝統工芸、イタコの術を併せ持つスーパーハイブリッドシャーマン。巫力も相当なもので次世代最強を誇る。S.F.期間中にパッチ村で生まれ、シルバが出会ったアンナ（本作品の二代目アンナ）の名を気に入り、そう名付けた。『マンタリテ』に収録された描き下ろし『フラワーズ -花の時代-』にて突然、花の前に現れ「あたしに勝ったらケッコンしてあげる」と言い放った。
本編の続編『シャーマンキングFLOWERS』ではヒロインを務める。
ジンク
声 - 千葉進歩
アニメ第1作オリジナルキャラクター。ニクロムと共にハオに味方する祭司。
オーバーソウルは複数の持霊を全身に装備した鎧型、「トーテムポール砲」形態など、シルバのオーバーソウルスタイルに酷似している。持霊はシルバの倍の10体の動物精霊。しかし、シルバとカリムに倒された。

## その他のチーム

### KABBALAHERS（カバラーズ）
ミッキー麻倉

ルドセブ・ミュンツァー
声 - 川上とも子 / 富樫美鈴
1992年8月15日生まれ、しし座のO型。好物は目玉焼き。
セイラームの兄。中東出身のユダヤ人で両親と家族三人でアメリカへ移民として移住していた。3年前のクリスマスの夜に殺された父親の仇を取り、またそのショックで心を閉ざした妹を救うため、妹と共に父親の遺したゴーレムを使ってS.Fに参加する。巫力805→1,200。
実は父親の仇はギャング時代のチョコラブであり、S.F会場の東京無人島でゴーレムの機能で父親を殺した一味であるSHAFTのメンバーを発見し殺害、さらに謝罪の言葉もろくに聞かずチョコラブを殺害した。しかし直後に現れた葉に力と共に諭され、またゴーレムの暴走や霊となった父親との再会もあって改心、以後は葉たちと親しく付き合うようになる。
葉たちがムー大陸にいるときにハオを倒そうとゴーレムを利用し王の社へ侵入する返り討ちにあって死亡、ハオに葉たちへS.O.Fを送ることを命じられた。
S.F.より7年後は、蘇生されて麻倉家の養子となり名前も麻倉・M・ルドセブに変わった。服装は憧れの存在である葉の中学時代の服装と同じスタイルである。ふんばり温泉に居候しており、対魔の修行や仕事に励むと共に、森羅学園に通っている。花からは「ルドセブ兄ちゃん」と呼ばれて慕われている。轢き逃げにあって死亡したミッキーを持霊としている（媒介は仮面）。
セイラーム・ミュンツァー
声 - 堀江由衣 / 下地紫野
1994年2月16日生まれ、みずがめ座のO型。好物はフレンチトースト。
ルドセブの妹。アメリカ・ニューヨーク生まれ。3年前のクリスマスに父親をチョコラブらによって殺害された時のショックで感情を失ったとされ、言葉も普通には喋れなかった。ゴーレムを動かす際は操縦席に彼女が操縦席に入って動かす。巫力800→4,800。
父親の仇であるチョコラブたちを殺害した後、父親であるカメル・ミュンツァーに取り憑かれ、「戦」のモードのゴーレム（ゴーレムは他にも戦闘機形態の「空」や潜水形態の「海」などのモードがある）で葉たちと戦ったが、父親が正気を取り戻すと共に解放され、、以後は葉たちと親しく付き合うようになる。
実はセイラームが心を閉ざした本当の理由は父親が殺されたことだけなく、ゴーレムに自分たちの母親の魂がO.S.されていたことを知ったショックからであり、その真実を知らなかったのはルドセブだけであった。王の社へルドセブと侵入した時にハオのS.O.Fによって殺害され、魂を捕食されてしまう。
S.F.より7年後は、蘇生されて兄と共に麻倉家の養子になり名前も麻倉・M・セイラームに変わった。性格も明るくなり、通っている森羅学園では『伝説の姐さんの再来』と呼ばれ、モッテモテの状態である。旅館でも人気があり、花組のメンバーからも妹のように可愛がられ、魔女の術を色々と教わっている。後には退魔師となった兄と共に花屋を開き、その傍らでは占星術師としての才覚に目覚めている。
中学時代は、ミッキーから受け継いだイマリとシガラキを持霊としている（媒介はキツネとタヌキのぬいぐるみ）。
カメル・ミュンツァー
声 - 小西克幸
1962年5月29日生まれ、ふたご座のO型。36歳。趣味は登山で好物はミートローフ。中東出身。
ルドセブとセイラームの父であり、ゴーレムを創り上げたユダヤ人の天才科学者。幹久の友人（山仲間）。3年前当時ギャングだったチョコラブに殺されるが、ゴーレムとS.Fに執着していたため成仏できず、正気を失い自分が死んだことにも気が付かぬまま地縛霊の状態で現世に残っていた。現代においてセイラームに取り憑き葉たちを襲うが、チョコラブたちとの戦いを通じて正気を取り戻し、終盤でいつの間にか成仏していた。
蓮やホロホロたちはゴーレムに当初込められていた莫大な内蔵巫力はなにか“尋常でないこと”により集めたと推測しているが、正確な詳細は不明。生前の巫力は2,500。

### ICEMEN（アイスメン）
ピノ、ゾリャー、カジマヒデで構成される北国のシャーマン（作中では自分たちの故郷は氷点下30度を下回ると言っていたが、実際はロシア以外は緯度の割に温暖な気候で、真冬でもそれほど気温が低くはならない）。
主に雪や水、氷の技を使う。S.F開催後に出会ったようだがコンビネーションは抜群で、幾つもの連携技を持つ。
ピノ・グレアム
声 - 千葉進歩（幼少期 - 水樹奈々） / 阪口周平
1979年7月30日生まれ、しし座のO型。趣味はジーンズ集め、好物はローストラム。アイルランド・ロスコモン県出身。
チーム「ICEMEN」のリーダー役で、ドルイドのシャーマン。吹雪が激しい地で生き抜き、父親に洞窟に閉じ込められた過去を持ったりと、厳しい環境で育ってきたため、それが彼のプライドとなっている（アニメ第1作では、優れたシャーマンとしてバズヴの生贄にされようとしていた）。反面、過去に捉われすぎていたが、葉たちのチーム「ふんばり温泉チーム」とS.F一回戦で戦い、葉の心の強さを見て敗北。その後、過去を吹っ切った。
その後故郷に帰還しようとした所を、魂を狙うビッグガイ・ビルの襲撃を受け瀕死の重傷を負い、その後ホロホロやリゼルグによって救出され、ファウストに治療された。
巫力値は2,400→2,500。
バズヴ
ピノの持霊。媒介は神木から切り出したヤドリギの杖。ケルト神話に登場する女神で、普段は姿をワタリガラスに変えている。女神姿はブロンドの髪に白い肌でワンピースを着ており、手が鳥の足の様で足にはハイヒールの様な靴を履き、背中にカラスの翼がある。本来は神クラスの霊だが、ピノの家系を代々守護するにあたって精霊クラスに力を抑えているため霊力は2,100。しかしそれでも強力な冷気を操る能力を持ち、海水を一瞬で氷山に変えてしまうほどの力を持つ。

ゾリャー・ガガーリク
声 - 勝生真沙子 / 寺崎裕香
1982年1月13日生まれ、やぎ座のAB型。趣味は機械いじり、好物はエゾ鹿肉のボルシチ。ロシア・ケミ出身。
スラヴ神話の「精霊使い」。ゾリャーという名はコードネームで、本名は不明。鹿の角がついているフードをかぶっている。持霊の能力で水を操れるので、ICEMENの主に冷気を操るピノの力をサポートする。幼いころにソ連の超能力研究の一環として、研究施設に閉じ込められ実験台にされていた過去を持ち、後に持ち霊となるヴォジャノーイとはその時に偶然出会い、憑依合体を使って施設から逃げ出した。
巫力2,200→2,300。
ヴォジャノーイ
ゾリャーの持霊。媒介は羽のついたシャーマン太鼓。東欧に伝わる水の精霊で、元はカエルだった。水を操ったり、大気中の水分を操り大量の水を作り出す力がある。ゾリャーを慕っている。霊力2,020。

トナ・パピク・カジマヒデ
声 - 江川央生 / 石井康嗣
1971年4月26日生まれ、おうし座のA型。趣味は料理、好物はホタテのムニエル。アイスランド・アクラネース出身。
ルーンマスター。ICEMENの連携攻撃では、彼らの足場となったり、ピノとゾリャーが作り出した氷を砕く役割。なじみやすい性格で、ICEMENの中では葉たちにいちばん打ち解けていた。身長がかなり高く、天井に頭をぶつけることが多々ある（カジマヒデ曰く、日本の家は低い…との事）。過去はヴァイキングの家系で育ち、一人で船を引っ張り上げていたほどの力を持っていた。
巫力2,300→2,700。
デヒト
カジマヒデの持霊。媒介は生前彼が使っていたヴァイキングヘルメット。カジマヒデの遠い先祖にあたる10世紀のヴァイキングの霊で、彼の家系の守護霊。カジマヒデとは彼が仕事中に偶然出会ってからの縁。長い年月によって精霊化している。972年10月26日生まれ、さそり座のO型。35歳。当時の通り名は「赤ヒゲ」。
精霊化しているため、O.Sすると斧や鎧や鎖、「ヴァイキングシップモード」と呼ばれる船など、様々な形に変形できる。霊力550。

### NILES（ナイルズ）
アナテル・カフラー・ナクトで構成されるエジプトのシャーマン。全員エジプト・ギーザ出身。X-Ⅰとの試合で、3人全員がメイデンに殺される。後にアナテルの弟のアナホルが敵討ちに来る。最終的に3人とも蘇生された。アニメ第1作では2次予選中に登場するが、同様にメイデンに処刑される。
アナテル・ポッキ
声 - 掛川裕彦 / 遊佐浩二
1967年9月1日生まれ、乙女座のO型。趣味は日記、好物はスイカ。
ナイルズのリーダー。自称宇宙一のE（エジプト）・シャーマンで自称古代エジプト王の子孫（カフラーとナクトは王家の子孫ではない）。チームメイトの友人2人と弟からの人望が厚い。
エジプト魔術を知らしめる為にシャーマンファイトに参加。ファラオの仮面をつけて試合に参加したが、リゼルグに仮面を破壊され、自分の顔が公衆の面前で明かされたことに激怒する。O.S技「死者の翼」でリゼルグを圧倒するが、メイデンによって拷問器具「ジベット」に監禁され、持霊シャマシュによって、無残に公開処刑にされてしまう。
持霊は大昔にピラミッド建設に携わった人々約一万人の奴霊（霊力各2〜3）で、数千年を経て皆精霊化している。人数が多過ぎてアナテル自身も把握出来ていない。媒介はアンク。巫力3,300→3,500。
カフラー・プリツ
声 - 千葉進歩 / 田邊幸輔
1967年6月21日生まれ、蟹座のB型。趣味は剥製作り、好物はシュワルマ。
普段は考古学者&科学者をしている。アナテルによると宇宙一のミイラ作りの名人。頭部にジャッカルの仮面を着用している。アナテルとは幼馴染みで、彼の父親からシャーマンとして鍛えてもらった。
アナテルを殺したメイデンに、許しを請うよう要求されるが、拒否してメイデンをミイラにしようと攻撃を仕掛ける。しかし力及ばず、拷問器具「審問椅子」に座らされ、それでもアナテルを庇い続けたために、ギロチンで処刑されてしまう。
持霊は精霊化した古代の少女戦士・キトカの霊（霊力1,800）。王の側近だったのか、戦闘能力が非常に高い。本人のミイラを媒介にO.Sするが、試合開始直後にリゼルグに棺ごと破壊される。巫力2,600→2,900。
ナクト・ピトラ
声 - 上田祐司 / 坂田将吾
1967年12月3日生まれ、射手座のA型。趣味はスカイダイビング、好物はコシャリ。
普段は旅行会社の社長を務める。アナテルによると宇宙一のピラミッドパワーの持ち主。頭部に媒介のピラミッドを着用している。アナテルとは幼馴染みで、カフラー同様に彼の父親からシャーマンとして鍛えてもらった。
アナテルを殺したメイデンに怒り、カフラーと共に突撃する。しかし力及ばず、メイデンにより審問椅子に座らされ、それでもアナテルを庇い続けたために、処刑器具「アペガ像」で処刑される。
持霊はフンコロガシの精霊スカラベ（霊力2,000）。技は尻からピラミッドパワーを噴射し空中浮遊できるほか、太陽光線を巫力に変換したり、強固な防護壁を作り出すことができる（アニメ第1作ではスフィンクスの像を具現化していた）。巫力2,700→3,000。

### MAGICALPRINCESS（マジカルプリンセス）
魔女の老婆三人組のチームで、年齢的にチーム名がミスマッチである。全員が若いころにそのシャーマン能力を周囲から畏怖されていた。G.Sの力で永遠の若さを得ようとしていたが、花組と戦い皆殺しにされる。後にハオとの最終決戦の場に駆け付けた際には空気を読まない振舞をサベージ・パンたちにたしなめられた。500年前のS.F.で当時のハオに付き従った三人の魔女たちのチーム「bella donna（ベラドンナ）」の子孫にあたる。媒介は皆杖を用いる。完全版の設定資料には、三人の若かりしころである「ヤングマジカルプリンセス」が描かれており、三人とも本当に美人であったために、余計に時の残酷さを引き立たせていた。
マーリン
1918年7月16日生まれ、蟹座のA型。82歳。趣味は近所の猫の世話で、好物はココリーキ。イギリス出身。
リーダー格の人物で、女性ドルイド僧。かつては古い儀式魔術から現代にも通じる実践的な魔術を生み出し、自国の首相のお付きとして、持霊の世界中のハエを操る力で敵国の情報を集め国の危機を救ってきたが、情報技術の発達によって次第に自らの能力が必要とされなくなり、今では子供や孫からも冷たい扱いを受け、占い師として細々と生計を立てていた。若いころの輝きを取り戻すべく、S.F.に参戦。他のチームメイトたちとは結婚相談所の待合室で偶然知り合った（本人たち曰くとある集会で知り合ったとのこと）。
花組との試合で、リルレッドとサマンサが殺されたことに恐怖して逃走したが、マリのチャックによって眉間に銃弾を撃ち込まれ、殺害された。
若いころは両目に隈があるものの、端正な顔立ちをした美少女であった。名前は魔法使いマーリンから。
持霊はベルゼバブという名のハエの精霊。
リルレッド
1912年1月12日生まれ、山羊座ののA型。89歳。趣味はキルト作りで、好物はエスカルゴ。フランス出身。ガルー（狼）の杖を持つ。
マジカルプリンセスのメンバー。戦時は容姿から「赤ずきん」の異名で呼ばれ、持霊を利用して情報を集める情報屋として暗躍。レジスタンス等にも情報をもたらしたことで、フランス解放の影の功労者となり、現在もフランスの情報屋の元締めとして尊敬を集めている。メンバー内で唯一の独身である。
花組との試合で彼女たちを挑発するが、カンナのアシュクロフトにより、原形を留めない程までにランスで滅多刺しにされ、殺害された。
若いころは赤頭巾がトレードマークの小柄な美少女であった。名前は赤頭巾を意味するリトルレッドから。
持霊は蜘蛛の精霊・タラさん（完全版だとタラちゃん）。
サマンサ
1922年4月15日生まれ、牡羊座のAB型。78歳。趣味はタロット占い。アメリカ出身。
マジカルプリンセスのメンバー。ロマのシャーマン。自らのタロット占いを駆使して、歴代のアメリカ大統領夫人のアドバイザーとして暗躍していたかなりの功績の持ち主。結婚を機に引退し、チームメンバーの中でも一番幸せな家庭を築いていたが、広告代理店の重役であった夫と死別し、老いていく自分の容姿に耐えられず、G.S.の力で若返るべく、子供や孫たちの制止を振り切ってS.F.に参戦。
花組との試合で、無残な形で殺されたリルレッドの仇打ちに燃えるが、マッチのジャックによって真っ二つに両断され、殺害された。
若いころは長身で褐色の肌をした美女であった。名前は奥さまは魔女の主人公サマンサから。
持霊はアスモデという名のナメクジの精霊（通称・ナメちゃん）。

### T-Production（ティープロダクション）
職場が同じという縁で結成された日本出身のシャーマンたちのチーム。トーナメント初戦で花組と戦いマリに敗北。アニメ第1作では星組と対戦しハオに皆殺しにされた。チーム名のTは「武井」のTでありメンバーのモデルはそれぞれ作者武井宏之および、その元アシスタントたちである。また、予選は突破したがトーナメントに出場していない仲間が他に三人おり、それらは他のアシスタントたちがモデルになっている。
ブッキラ・T
頭に媒介の木魚をかぶっている。趣味はスーパーカー、好物はスコッチエッグ。巫力1,200。モデルは作者本人。
ミラクル・T
眼鏡をかけ頭にヘルメットをかぶっており、背中に媒介のゲーム機を背負っている。趣味は任天堂、好物はキシリトールガム。巫力1,250。モデルは『奇跡英雄伝ミラクルリン』の作者・田辺洋一郎。
カイゼル・T
頭にTと描かれたバンダナを巻いており、媒介にはバレーボールを用いる。趣味はアニメ、美少女フィギュア、好物はウーロン茶。巫力1,300。モデルは『カイゼルスパイク』の作者・竹山祐右（劇中の背景などに頻出する「竹山」という単語や木刀の竜ファミリーのバンブーマウンテンは全て彼に由来する）。

### Mariachi（マリアッチ）
ヨーロッパ出身のシャーマンたちで結成されたマリアッチをテーマとしたチーム。トーナメント初戦でKABBALAHERSと当たりミッキー一人に敗れる。
ブルボン
チームのリーダーで外見が仏ゾーンのバトウに酷似している。メキシコからの帰国移民の叔父から、ギターの技術とシャーマンの技術を学んだ。持霊は荒馬の精霊・マックワンで、媒介は蹄鉄を打ち込んだギター。スペイン出身。巫力2,700。
フリッシュ
外見は至って普通の青年で、趣味は熱帯魚の飼育。ヒップホップMCで、幼いころからシャーマン能力に目覚め霊のささやきをリズムに乗せライムする。持霊は昔飼っていたテッポウウオの霊・トリプルパックで、媒介はおもちゃの水鉄砲。スイス出身。巫力2,400。
ラモー
ドレッドヘアーにサングラス、テンガロンハットという出立ちの黒人シャーマン。メキシコから移民してきた父を持つ。持霊はイタチの精霊・カースで、媒介はトランペット。フランス出身。巫力2,300。

### haiti800（ハイチエイトハンドレッド）
ハイチ出身のブードゥー教のシャーマンたちで結成されたチーム。本人達の死体を媒介に、O.S.する事で自国の内戦などで死んだ無数の兵士のゾンビを操る。
チーム名の「800」は持霊の数を意味する。元ネタはMONGOL800およびtahiti80。メンバーの名前は皆ハーブの名前から来ている。
トーナメント初戦でチーム如来のサティに敗れる。本戦トーナメントの初めはtahiti800だったがいつの間にかhaiti800になっていた（アニメ第1作ではハイケ800と表記されていた）。
チコリ
ふくよかな体型をした褐色肌の男性でバンダナで目元が隠れている。ダチュラとミンダーの師匠。ブードゥーの祭司。両手に持ち手に小形の刃がついた武器を持つ。ダチュラの父の友人でもあり、アフリカのルーツを忘れないで欲しい願いからダチュラにブードゥーの教えを授けた。名前はチコリーから。
ダチュラ
優しくも強い志を持つ褐色肌にドレッドヘアーを結んで括っている娘。ムラートと呼ばれるアフリカ系と白人の混血。世界の貧富の差をなくす理想を胸にS.F.に参加した。名前はダチュラから。
ミンダー
色白で長身で頭に葉っぱで髪型を作っている青年（原色魂図鑑では褐色肌）。ダチュラの父が経営する農場で働いていた小作人の息子で、ダチュラの幼馴染。S.F.へは腕試しをする建前で参加したが、ダチュラに恋しており、理想に一途なダチュラを心配してついてきた。名前はミントから。

### COWBOYS（カウボーイズ）
カウボーイをテーマとしたチーム。全員アメリカ出身。メンバーの名前はジェシー・ジェイムズ（J.J.）に因んで頭文字が皆「J」になっている。トーナメント初戦でチーム天に敗れる。
ジェイ
カウボーイの身なりをし、髭を蓄えた恰幅のいい中年男性。パッチ選手村のファーストフード店でマグカップを持っていた。
ジョニー
テンガロンハットを被った、カウボーイ風の青年。
ジミー
前髪で顔が半分隠れた、鼻にそばかすのある少年。

### NAZCA（ナスカ）
中南米出身のシャーマンたちで結成されたチーム。チーム名はNAZCAだがペルー出身は一人もいない。メンバーの名前はそれぞれ中南米に実在する都市名から取られている。トーナメントで同じブロックのチームX-Iのメイデンの強さに恐れをなして、一度も試合をすることなくS.F.を辞退してしまった。
ロゾー
褐色の肌の大柄な男性。ドミニカ国出身。名前はロゾーから。
ポトシ
頭に葉飾りを付けた男性。ボリビア出身。名前はポトシから。
キト
大きな民族仮面を付けているため素顔は見えない。エクアドル出身。名前はキトから。

## その他のチーム（アニメ第1作オリジナル）

### リーリーファイブ
女性5人組のチーム。全員日本人。葉たちの旅の途中で邪魔をしたりもしたが、時に助け合った。パッチ村に辿り着いたが、シャーマンファイトの試合の連絡が全く来ず、ようやく戦うことになったのが、ハオのチーム・星組。しかし、彼女らを皆殺しにするというハオの言葉を聞いた葉に実力行使で妨害を受け、アンナの説得により棄権した。アニメ第1作におけるコメディキャラだったが、彼女たちも人とは違うシャーマンの力故に周囲から疎まれた辛い過去をそれぞれ背負っていた。ラストは5人で花屋を開いている。
シャローナ / シャローナ錦織
声 - 落合るみ
リーリーファイブのリーダー。メンバーに料理を振る舞うなど面倒見の良い性格をしている。
持霊は煙羅煙羅・ジル。媒介はキセル。ジルは体を自由自在に変化させることができる。
エリー
声 - 津村まこと
葉を黄泉の穴から出るのを封じるため、ミリーと共に戦うがあっさり敗れる。
持霊はカマイタチ・チャッピー。媒介は付け爪。
ミリー
声 - 伊東みやこ
葉を黄泉の穴から出るのを封じるため、エリーと共に戦うがあっさり敗れる。
持霊は鬼火・タマちゃん。媒介はスリングショット。
チームの中で最年少。不慮な事故でリゼルグに助けられて以来、彼を「リゼルグ様」と慕うようになる。そのため、リゼルグがX-LAWSに入って非情な性格になった時は、悲しみを隠せなかった。また、彼女自身はそのかわいさから、リゼルグ同様竜の恰好の的となっている。旅の途中、予選通過を逃したアニメ第1作オリジナルのシャーマン・クライスラーにオラクルベルを奪われてしまう。葉達の助けも受けて取り返す際に砕けてしまうが、シルバからスペアのオラクルベルをもらった。
リリー
声 - 堀江由衣
チームの中で一番冷静に行動する女子高生。
持霊はジャンガリアンハムスター・ルック。
ルックを眼鏡にオーバーソウルすることにより、遠くの映像をスクリーンのように映し出すことが出来る。
サリー
声 - 犬山犬子
チームの中で一番度胸がある。星組と戦うことになり試合に出る3人を決める時、誰もが嫌がる中一人だけ手を挙げた。
持霊は転がし・コン太。媒介は指輪。

### ツバサ
三人ともガッチャマンのような鳥人間の身なりをしており、体をO.Sで包み光る鳥のような姿になって戦う。月組と戦って皆殺しにされた。

### アラビアン
中東のチーム。ふんばり温泉チームに敗れる。
ハルーン
声 - 関俊彦
リーダー。水の少ない砂漠で生活し、何も知らずに豊かに暮らしている先進国の人間に憤りを感じている。持霊はランプの精・ジンで媒介はランプ。名前はハールーン・アッ＝ラシードから。
アニス
声 - 井上喜久子
ハルーンの許嫁。持霊はアラビアオリックスの霊。
キラーネ
常に外套に身を包んでいるため素顔が見えないが、正体は美女。持霊はアリジゴクの精霊で、砂嵐を起こすことができる。媒介はナイフ。ハルーンが竜に敗北した途端、O.Sを解除して降参した。

### サバス
ヘヴィメタルバンドで、救世主を自称し、独自の終末論による布教活動をしている。THE蓮に敗れる。
ロニー
声 - 立木文彦
リーダー。持霊はホワイトスネークで媒介は聖書。O.Sするとドラゴンになる。得意技は相手を暗黒空間に閉じ込める「レインボー・イン・ザ・ダーク」。
オジー
声 - 古田信幸
持霊はローズという人間霊で媒介はパペット。
アイオミ
声 - 麻生智久
持霊は豚の霊で媒介はSG。

### エンセイオス
ギリシャのチーム。家族三人の巫力をアドス一人に集中して敵を各個撃破する戦法を使う。ふんばり温泉チーム（正確にはファウスト一人）に敗れる。
アドス
声 - 中田譲治
リーダー。持霊はキュクロプス。
マイア
声 - 紗ゆり
アドスの妻。媒介は王笏。自分の巫力を他人に分け与える術を使う。
メロス
声 - 渕崎ゆり子
アドスとマイアの息子。難病を抱えている。媒介は弓矢。

### LCT
プロレスをテーマとしたチーム。三人とも名前の通りそれぞれプロレスで乱闘の時などに使用される脚立、パイプ椅子、机を媒介として用いる。チーム・エンセイオスに敗れる。チーム名は三人の頭文字から。なおモデルのレスラーたちは放送当時、TLC戦と呼ばれる試合形式で戦い人気を得ていた。
ラダー
声 - 斉藤次郎
主に攻撃の起点となり、梯子のO.Sで他の二人の足場を作るのが役目。
チェアー
声 - 田中大文
攻撃要員。モデルはプロレスラーのエッジ。
ラダーの出した梯子をテーブルと共に駆け上り上空から相手に直接攻撃を仕掛けるのが役目。
テーブル
チェアーと同じく攻撃要員。モデルはプロレスラーのババ・レイ・ダッドリー。

### ダイレード
アニメ第1作オリジナルの仏教系のチーム。ニョライ以外のメンバーが生きた人間ではなくO.Sでできた偽者だったため、THE蓮に敗れた後失格となる。
ニョライ
声 - 平松晶子
リーダー。三蔵法師のような身なりで読心術を使い、相手の弱みにつけこんで戦意喪失させる。媒介は石像でO.Sすると孫悟空、猪八戒、沙悟浄になる。ルール違反が発覚し失格。その後改心するが、竜・ポンチ・コンチがベタ惚れするほどの愛くるしいキャラに変貌した。

### オーシャン・スリー
三人とも潜水服に身を包み酸素ボンベを背負っている。ふんばり温泉チームに敗れる。
オーシャンレッド
声 - 上田祐司
リーダー。持霊は1万年の時を経た亀の精霊。
オーシャンブルー
持霊はシーラカンスの精霊。
オーシャンイエロー
持霊は大鷲の精霊。一人だけ持霊が海に関係なく仲間外れである。「そう都合良く同系のシャーマンが揃うはずもなかった」らしい。

## その他のシャーマン
テオ・アロゴスプロス
ギリシャのシャーマンで占星術師。予選でファウストと戦うも圧倒的兵力差の前に敗北。命までも落とすこととなる。
持霊はテルモピュライの戦いで戦死した300人のスパルタ兵の中から選りすぐった8人の戦士の霊。媒介は彼らの骨と武具で、骨を大地に蒔いてO.Sするとスパルトイとなる。
リリララ
声 - 小山茉美
1967年10月26日生まれ、さそり座のO型。33歳。好物はソパピーヤ。
シャーマン能力を持つセミノア族の血を引くメディスンマン（ネイティブ・アメリカンにおける霊的指導者）の女性。媒介はカナチ人形。シャーマンファイトによるパッチ族の陰謀を阻止するために、葉たちを引き止めようとしたが、彼らの意思を認めS.Fに送り出す。しかし直後に現れたハオに魂ごと焼き尽くされ死亡。後に最終決戦にてS.K.のコミューンにマタムネの列車に乗って駆け付けた。巫力1,500。セミノア族の紋章の元ネタは機動戦士ガンダムシリーズの地球連邦軍マーク。
持霊は500年前のシャーマンファイトに参加した4人のシャーマン、イアン（声 - 園部好徳〈アニメ第1作〉）・ニツバ（声 - 鈴森勘司〈アニメ第1作〉）・ドライサ（声 - 清水敏孝〈アニメ第1作〉）・ヨフィア。
アニメ第1作では死亡せず、さらに持霊にはチェルガもいた。
グリーン・ガラム
声 - 清水敏孝（アニメ第1作）
1944年10月11日生まれ、てんびん座のB型。56歳。霊媒師の家系に生まれた貧しいマジシャン。趣味はジャグリングで好物はガム。優しそうな外見の中年だが、卑劣な性格。アメリカ出身。サベージ・パン、リトル・レイクと共にリリララからパッチ族の村がある場所を聞き出そうとしてホロホロに倒され、諦めずにリリララの元を訪れるが、ハオに魂ごと焼き尽くされた。名前はグリーンガムから。
アニメ第1作ではハオに利用され、他の2名と共にリゼルグからモルフィンを奪うも奪還され、用済みとしてハオに殺害された。
持霊は伝説の殺人ピエロの霊・THAT。媒介はトランプおよびステッキ。巫力851。
サベージ・パン
声 - 千葉進歩 / 宮園拓夢
1965年8月18日生まれ、しし座のB型。35歳。もともとは漁師。好物はパン。大男で乱暴な性格。最期はハオに殺害された。カナダ出身。名前はサルベージ及びパンから。
持霊は祖先の船乗りの霊・キャプテンロール。媒介は錨。巫力1,020。
Mr.リトル・レイク
声 - 小西克幸 / 坂田将吾
1967年9月7日生まれ、おとめ座のA型。33歳。UMAや怪奇現象の専門雑誌の編集者。趣味は旅行で好物はオムライス。アフロヘアで眼鏡をかけた外見をしている。メキシコ出身。最期はハオに殺害された。
持霊はウーパールーパーの精霊・ゴールドバーグだと完全版にて判明したが、元の単行本のキャラクターファイルのイラストでは人間霊らしき持霊をO.Sしている。媒介は編集セット（ウーパールーパーの骨のパーツをはめ込んだカッターナイフ及び定規）。アニメ第1作での持霊はラス湖のラッシーだった。巫力970。
リアム・ダイゼル
声 - 佐藤政道 / 荻野晴朗
1962年8月17日生まれ、しし座のB型。30歳。趣味はパイプ集めで好物はサーモンのサンドウィッチ。リゼルグの父にして世界最高の名探偵。彼に見つけられないものは何も無いといわれるダウジングの名手。その力に目をつけたハオに仲間になるよう勧誘されたが、断ったために妻共々ハオに殺される。後に最終決戦にて他の五人の戦士の家族や仲間たちと共にマタムネの列車に乗って駆け付けリゼルグと再会した。その際にチョコラブの両親を探し出して連れて来たのも彼である。巫力1,500。名前はシャーロック・ホームズのファーストネームであるウィリアムから。
天野 輝子（あまの てるこ）
声 - 戸松遥（アニメ第2作）
1967年6月13日生まれ、ふたご座のA型。趣味はワラ人形作りと編み物で好物はハモのお吸い物。丑の刻参りによって相手を呪殺する自称、プロ丑の刻参ラー。一人称は「オレ」。丑の刻参りは他人に見られると効果を失うために、正面きって戦うシャーマンファイトには参加出来なかった。老後のための蓄えと彼氏が欲しいがために、1億の報酬で萬純に雇われハオを呪い殺そうとするが、呪詛返しによりあえなく撃沈。
持霊はザ・ローファーという輝子の飛び降り自殺（未遂）に巻き込まれ、命を落としてしまったふくよかな体型の茶髪の女子高生の霊。巻き込まれて亡くなったにも関わらず、輝子に同情して持ち霊になった。性格は優しくポジティブて輝子を見守っている。ふくよかな体型を活かした彼女の体重の力で相手を呪い殺すが、実は心優しい彼女は殺したふりをして昏睡状態にするにとどめていた。輝子が蘇生後ライハイトと結ばれて幸せになったのを見届けて成仏した。
クライスラー
声 - 三木眞一郎
アニメ第1作オリジナルキャラクター。カウボーイ風のシャーマンで、最初の参加試験にて失格となったためシャーマンファイトに参加できなかった。そのため、アメリカでミリーの持っていたオラクルベルを奪おうとするが失敗し、シルバに引き渡された。
持霊は女郎蜘蛛・ヴァネッサで、媒介はガム。戦闘時はヴァネッサから放つ糸で相手を捕縛する。
アレン
声 - 坂本千夏
アニメ第1作オリジナルキャラクター。アメリカ先住民族のシャーマンの少年で、原作のホロホロ物語に相当する話でブルーベルの代わりに登場。森林破壊から森を守ろうとする。
持霊は熊の精霊・ドットで、媒介は熊の頭部を模したネイティブアクセサリー。
チルダ
声 - 山口由里子
アニメ第1作オリジナルキャラクター。シャローナの幼馴染にしてライバルの女性シャーマン。S.F.の参加者で読心術の使い手。アメリカでシャローナから奪ったジルを使って葉たちを罠にはめて倒そうとするが、葉たちに返り討ちにされた上シャローナたちに捕縛された。
持霊は占い師・加奈江（かなえ）（声 - 笠原留美）で媒介は虫眼鏡。O.Sすると光線銃になる。
不動（フドウ）
声 - 小林優子
アニメ第1作オリジナルキャラクター。シャーマンファイト参加者ではなく、悪霊を封印するため、パッチ村にやって来た除霊師。不動明王を模した身なりをしている。喪助を人質にとり阿弥陀丸を封印しようとした。ハオの仲間になることを断ったため、ハオにより殺害された後スピリット・オブ・ファイアに魂を捕食される。
持霊は不動明王で背中にO.Sすると迦楼羅炎になる。
日光（ニッコウ）
声 - 石森達幸
アニメ第1作オリジナルキャラクター。不動の仲間で霊媒師風の老人。ターバインにより殺害される。
持霊は制多迦童子。
月光（ゲッコウ）
声 - 山崎和佳奈
アニメ第1作オリジナルキャラクター。不動の仲間で巫女装束の女性。ザンチンにより殺害される。
持霊は矜羯羅童子。
シャーマンファイト開会式に参列したシャーマンたち
葉や蓮、ホロホロ、後に登場するシャーマンたちに混ざって様々な漫画やアニメのキャラクターをオマージュしたかのようなシャーマンが描かれている。
バッファローマン、ラーメンマン、仮面ライダー、ザク、ジオング、キグナス氷河（完全版ではリゼルグに変更）のようなシャーマンや、サザビー、ジムコマンド、ガンダム、ゲルググ、ギャン、Ζガンダムのシールドそっくりの盾を持った人物（これらは実はシャーマンではなく、チョコラブの応援に来たシャフトのメンバーだったことが後に判明）など。

## 霊
西岸霊園の霊たち
ふんばりが丘の西岸霊園に住む大勢の幽霊たち。葉と仲が良く、いつもみんなでお祭り騒ぎしている。ハオとの最終決戦では他の多くのキャラと共に葉のもとへ駆け付けた。アニメ第1作では善良により成仏させられるが、後にアンナのクチヨセで戻って来た。
喪助（もすけ）
声 - 江川央生（幼少期 - 渡辺久美子） / 森田成一（幼少期 - 小橋里美）
1383年8月13日生まれ、しし座のB型。28歳。阿弥陀丸の親友であり刀鍛冶。春雨を鍛えたのも彼である。阿弥陀丸と共に仕えていた領主に謀殺され、それ以来ずっと春雨の傍にいた。
阿弥陀丸がまだ自分を待っていたことを葉から聞き、春雨を鍛え直し成仏したが、蜥蜴郎との戦闘で春雨が折れてしまったため、アンナによって口寄せされる。アニメ第1作の後半ではまん太のノートパソコンに住み着き、時にはまん太の持霊となり、オーバーソウルもした。
かん太（かんた）
看板屋の霊。趣味は絵画。看板を完成できずに事故死したため、地縛霊となっていたが、葉により救われる。ハオとの最終決戦にて他の多くのキャラクターと共に列車に乗って来ていた。
森羅学園の霊たち
葉やまん太の通う森羅学園に思いを残して死んだ生徒たちの霊。勉強もスポーツも苦手な葉は彼らの力でテストを乗り切った。成績学年トップだったスズキ・陸上部のキャプテンだったコバヤシ・美術部兼、漫研だったアシダ・ピアニストだったのり子の4人。連載初期に1P登場しただけだったが、後に完全版におけるハオとの最終決戦にて再登場した。
グッシー健二（グッシーけんじ）
かつての名プロボクサーにして飛内の師匠。趣味はボクシング。事故で死亡した。ハオとの最終決戦にて他の多くのキャラと共に列車に乗って来た。モデルは具志堅用高。
炎 タメ五郎（ほのお タメごろう）
民宿・炎の主人。趣味は火遊びで好物は梅干し。火事の際死亡した。かなりの猥褻じじいで、それ以降は便所にトイレの花子さんよろしく出没する。アンナによると、脅せばすぐ逃げる。
オロナ
声 - 土師孝也
1935年11月7日生まれ、さそり座のO型。63歳。趣味はネタ出しで好物はスープ系。南米出身。チョコラブの師匠。インディオの老人で、「笑いは世界を救う」と説いた。実は重病を抱えており、そのため後継者を探していた。原作ではチョコラブを連れ戻すためにシャフトのメンバーに射殺されたが、アニメ第1作では病死している。その後、地獄にてチョコラブにアバフを会わせた。生前の巫力は1,300。
御霊神（ごりょうしん）
千年前のハオが用いていた式神の一種。甲冑を纏った一本角の鬼で棍棒を持っている。外から来る鬼や悪霊から都を守るため、陰陽師によって都の鬼門に配置された鬼神であり、マタムネも死後葉王の力で御霊神になった。
超鬼（ちょうおに）
仏教の地獄のコミューンに居る無数の鬼たち。地獄の主閻魔大王の眷属であり、地獄に来た魂を苦しめ更生させる役目を持つ。頭に三本の角を生やし、大鬼にも匹敵する力を持つ。地獄に修行に来た葉と戦った。
マステマ
リゼルグが地獄で出会った悪魔。リゼルグは己の心が生み出したものだと誤解していたが、実はリゼルグの憎悪の心に引き寄せられてやって来た本物の悪魔である。強大な力を持つ神クラスの霊で、リゼルグはマステマとの戦いで高い巫力と甲縛式O.Sを獲得した。
乙破千代（おはちよ）
声 - 関智一（アニメ第2作）
千年前のハオがまだ麻葉童子（あさはどうじ、マッパどうじ）と名乗る少年だったころに出会った鬼。死後200年を経て精霊化しており元は人間だった。幼い麻葉に世の中のことを教え霊視能力を与えるが、後に田浅法師に復讐し心の汚れた麻葉の元を去った。後にハオと葉たちの最終決戦にてハオと再会した。折れた刀を媒介にO.Sし金棒になる。名前は「オパチョ」に漢字を当てたもの。
ガス
声 - 有本欽隆
アニメ第1作オリジナルキャラクター。葉達がアメリカで出会った森の精霊で、メラニーと共に人間の老夫婦に化け葉たちを一晩家に泊まらせた。正体は小さな妖精のような姿をしており、多くの仲間と森で暮らしている。葉たちに遊び相手になってもらうが、寄り道して遊んでいる葉に苛立ったハオにより多くの仲間を焼き殺される。ハオを500年前から知っていた。
メラニー
声 - 京田尚子
アニメ第1作オリジナルキャラクター。ガスの仲間の森の精霊。老婆に化けガスの妻を演じていた。
ウィルウィラカンの守護精霊
声 - 沢海陽子
アニメ第1作オリジナルキャラクター。G.Sに通じる聖地・ウィルウィラカンを守る精霊。鳥などの形状に変形して侵入者に攻撃を行う。

## 一般人
木刀の竜ファミリー
竜の仲間たちで、それぞれをあだ名で呼び合うチンピラ集団。根は優しい。メンバーは短髪にタンクトップのアパッチ（声 - 佐々木義人〈アニメ第2作〉）、巨漢でよくコマから体がはみ出るシルヴァーサン（声 - 川原慶久〈アニメ第1作〉）、フードを被った小柄なジャンクフード（声 - 子安武人 / 光部樹）、よく聞き間違いをするスペースショット（声 - 大倉正章 / 田邊幸輔）、ヘヴィメタル好きのデスマシーン、軍人風コスチュームに身を包んだフリーデイ、竜とは中学時代からの盟友であるブルーシャトー（声 - 千葉進歩 / 坂田将吾）、巨体で言い伝えに詳しく、腹にB.Bのタトゥーを持つボールボーイ（声 - 上田裕司 / 城岡祐介）、十一人兄弟の末っ子のマッスルパンチ（声 - 神奈延年 / 高口公介）、竜と同じく美少女好きのバンブーマウンテン、同じく美少女崇拝の趣味を持つジーブリ、達観した格言（パクリ）を贈るみつをを（「みつを」の間違いではなく劇中で本当に「みつをを」と呼ばれている）によって構成される。
飛内 達士（とびない たつし）
今は亡きボクサー・グッシー健二の弟子。趣味は映画で好物はやきそば。師匠の死後一時期荒れていたが、グッシー健二を宿した葉の協力で立ち直る。
小山田 萬純（おやまだ まんすみ）
声 - 高口公介（アニメ第2作）
1947年9月22日生まれ、おとめ座のO型（『最終公式ガイドブック マンタリテ』では1955年1月1日生まれになっている）。東京出身。まん太の父で、エネルギー開発の大企業・小山田カンパニーの総帥。まんたと同じく小柄な外見の中年。まんたよりは背が高いらしい。萬純曰く、小山田一族が極端に背が低いのは可愛がられるように進化したかららしい。田村崎からG.Sについての情報を聞き自分のものにしようと無人島に侵入しようとするが、ハオらの手によって侵入に失敗した。
小山田 圭子（おやまだ けいこ）
声 - 櫻井智（アニメ第2作）
まん太の母。1959年6月22日生まれの蟹座。血液型はO型で趣味はピアノ。東京出身。小山田家では唯一普通の身長。常に世間体を気にしており、まん太が葉と付き合うのを良く思っていなかった。お嬢様で、萬純とは政略結婚みたいな感じではあったが幸せだったらしい。ちなみに萬純のシルエットにゾクゾクした一目惚れだったらしい。
小山田 まんの子（おやまだ まんのこ）
声 - 広橋涼（アニメ第2作）
まん太の妹。1994年3月3日生まれの魚座。血液型はO型で趣味はジャニーズ。東京出身。5歳にしてパソコンを扱える等頭脳明晰だが、告げ口をするなど、嫌味な面も。自分の名前をカッコイイと思っている。将来の夢は新しいジャンルのスーパーモデル。
作品ネーム時には名前に「の」がついていなかったが、編集部に止められ、改名されたとのこと。
田村崎 緑（たむらざき みどり）
声 - 高木渉 / 坂田将吾
1973年11月13日生まれ、さそり座のA型（『最終公式ガイドブック マンタリテ』では1964年5月13日生まれになっている）。東京出身。萬純の秘書。
アンナやたまお、まん太たちがアメリカに行くときにお供し、そのときに知ったG.Sの情報を萬純に教える。後に萬純とともにG.Sの入手を企み、無人島に単独で侵入。ペヨーテにハオの霊視能力を教え、仲間割れをし出したハオ一派に乱入し、ターバインを殺害。さらにはカンナをバルカン砲で負傷させ、首尾よく全滅させて萬純らを無人島に侵入させようとするが、最終的には失敗し、その後は姿を消した模様。強力なバルカン砲をたやすく使いこなすなど、一般人としての戦闘能力はかなり高いようである。
誕生年月・血液型がマルコと同じで、容姿もマルコと似ている。
ビリー・アンダーソン
声 - 辻親八 / 間宮康弘
1962年12月28日生まれ、やぎ座のO型。アメリカでトウモロコシ農場を経営しているサングラスをかけた男性。ヒッチハイクを行った葉たちを車に乗せた。UFOを見たことがあるのが自慢。幼いころにUFOを見て以来、身の周りで不思議現象が起こっているのだが、実は潜在的なシャーマン能力者でその不思議現象の半分は自身が起こしているのに気付いていない。名前はXファイルに出演したジリアン・アンダーソンから。
アニメ第1作では竜が「O.S.ビッグ親指」を使ってヒッチハイクをすると、鬱蒼とした森の中ですら必ず迎えに現れる。ただし、牛の群れに道を塞がれたり、車が故障するなど、不慮の事故で竜のもとに辿りつけないこともあった。
ジェーン・ダイゼル
声 - 進藤尚美 / 富樫美鈴
リアムの妻にしてリゼルグの母。夫と共にハオに殺される。貴族の出身で、リゼルグは両親の死後彼女の父に引き取られて育てられた。容姿が似ていることからリゼルグは母親似らしい。後に最終決戦にて夫と共にリゼルグと再会した。
ブルーベル・ブロック
声 - 潘めぐみ（アニメ第2作）
1977年12月3日生まれ、いて座のA型。特技はショットガンで趣味は天体観測、好物はミートパイ。アメリカのナショナルパークレンジャーの女性。灰色熊のアポロを密猟者の手から守るためにレンジャーになった。雪山で遭難したホロホロを救助した。
バッファロー・リン
声 - 観世智顕（アニメ第2作）
1984年5月27日生まれ、ふたご座のB型。趣味はゲームで好物はゼリービーンズ。ギャンググループ・シャフトのメンバーで、アフロヘアの黒人。
ベン・ザ・ACE（ベン・ザ・エース）
1985年10月2日生まれ、てんびん座のB型。趣味はダンスで好物はシナモンベーグル。シャフトのメンバーで、黒いフードを被った黒人。
ルル
声 - 宮園拓夢（アニメ第2作）
1984年4月16日生まれ、おひつじ座のA型。趣味はラップで好物はミネストローネ。シャフトのメンバーで、スキンヘッドの黒人。オロナを射殺した。
イヴ
シャフトのメンバーで、キャップを被った黒人。
下北コマMAX（しもきたコママックス）
葉とアンナが初めて出会った年末に木乃が経営する安井旅館の前で独楽勝負をしていた少年達。世界独楽道選手権を目指し日々鍛錬に励む燃える独楽魂（こましい）と熱き独楽道（コマンドー）を持つ独楽戦士（コマンダー）達である。メンバーは縄巻独楽太（なわまき こまった）・六道獄（りくどう ごく）・獄の妹六道輪音（りくどう りんね）・回天軸（かいてん じく）・紐達磨（ひも だるま）の五人。他にも獄・輪音の父にして、かつての世界独楽道選手権優勝者の独楽王こと六道炎馬（りくどう えんま）や、アメリカ代表チームを率いるジャイロ博士なる人物も存在する。
ぐまくらいさお
声 - 大友龍三郎（アニメ第2作）
1911年9月22日生まれ、おとめ座のA型。青森の土産物屋「土産のぐまくら」店主の老人。入れ歯をしており、元陸軍大将でサーベルを使う。大鬼にさらわれたアンナを追う葉とマタムネを恐山まで送り届けた。
ボブ
葉と幹久がお気に入りの歌手。70年代から活躍し続けるアメリカ出身のアフロの黒人アーティストで、欧州や日本でも人気が高く近年は日本の紅白にも出場している。その紅白で歌ったのは「BOBLOVE」で、これは実際にCD化している。
あわやりんご
アンナお気に入りの青森出身の女性歌手。三味線を弾き、髑髏の描かれた着物や簪を纏うというおどろおどろしい出で立ちをしており、独特のキャラクター性と唱法で一部熱狂的なファンを獲得し続けている。ヒット曲に「りんごウラミウタ」、「霊場慕情」があり、「りんごウラミウタ」は実際にCD化している。
万田院 光（まんだいん ひかる）
まん太が常に持っている万辞苑の編纂者にしてパッチ民芸品特別顧問を務める民芸学者。『キャラクターズブック万辞苑』の編者でもある。その著者近影には作者武井宏之が変装した写真が使われており、実質作者の別名義のような形になっている。週刊少年ジャンプ誌上で行われた第二回人気投票では作者はこの名義でランクインしている。完全版最終27巻ではO.Sカバーで表紙を飾り、全員サービスの人魂ピンズにもなった。
丈二（じょうじ）、光輝（みつてる）
ミッキーがまだ茎子と出会う前、ジョン・レニョンに憧れて売れないミュージシャンをやっていたころのバンド仲間。ボロアパートの6畳一間でミッキーと同居していた。あだ名はそれぞれジョージとミッチェル。現実志向の商業主義者のジョージに対してミッチェルは芸術家肌の理想主義者。三人でくわがたむしというバンドをやっていた。
麻ノ葉（あさのは）
声 - 林原めぐみ（アニメ第2作）
千年前のハオの母。とある若武者と恋仲になりハオを授かるが、若武者の出世を案じて自ら身を引きハオと2人で暮らすが、霊が見え、霊と会話出来るために周囲から「化けギツネ」と呼ばれ田浅法師に殺された。ハオは今でもその母の死を想って泣くことがある。ハオと葉たちの最終決戦にて、アンナと大鬼に連れられて G.S内のS.K.のコミューンを訪れハオと再会する。その時ハオに幻の左を用いたビンタをくらわせ彼を諭して改心させた。
田浅法師（でんせんほうし）
平安時代の僧侶。霊を信じておらず、「祈祷」と称して霊の見える人間を人を惑わす悪しき者として野党に密かに殺させていた。麻ノ葉を家ごと焼き討ちにして殺すが、最後は乙破千代の力を得た麻葉童子に殺された。ハオが道を踏み外し、人類を滅ぼすために邁進するきっかけを作った人物。モデルは元週刊少年ジャンプ（現・ジャンプスクエア）の編集者・ダーアサこと浅田貴典。